# Armorial des communes de l'Isère
- il comporte peu ou pas de sources.

Blason de l'Isère : Coupé-ondé d'azur à la fasce ondée d'argent, et du Dauphiné.
Blason du Dauphiné : D'or au dauphin d'azur crêté, allumé, loré et peautré de gueules. Écartelé aux armes de France depuis 1536.

Cette page dresse l'ensemble des armoiries (figures et blasonnements) connues des communes de l'Isère disposant à ce jour d'un blason. Les blasons héraldiquement fautifs (armes à enquerre) sont inclus, mais les pseudo-blasons (gribouillages de comptoir non-conformes aux règles élémentaires de construction héraldique) ne le sont pas.
- Haut – A
- B
- C
- D
- E
- F
- G
- H
- I
- J
- K
- L
- M
- N
- O
- P
- Q
- R
- S
- T
- U
- V
- W
- X
- Y
- Z

(18 dessin(s) en attente :
AA B C L M P R SSSSSS T  VVV)

## A
| Blason de Abrets (Les) | Blason  | De gueules à un chevronnel abaissé d'or accompagné, de deux navettes de tisserand d'argent passées en sautoir en chef dextre, d'un dauphin du même en chef senestre, et de trois sapins cousus de sinople mouvant de la pointe, celui du milieu plus haut. |
| Blason de Abrets (Les) | Détails | * Il y a là non-respect de la règle de contrariété des couleurs : ces armes sont fautives (sinople sur gueules). Le statut officiel du blason reste à déterminer.                                                                                          |

| Blason de Adrets (Les) | Blason  | De gueules à la fasce d'argent chargée de trois fleurs de lys d'azur. DeviseImpavidum ferient ruinae (« Ses ruines le frapperaient sans l’effrayer ») |
| Blason de Adrets (Les) | Détails | Armes de la famille de Beaumont, dont était issu François de Beaumont, baron des Adrets. Le statut officiel du blason reste à déterminer.             |

| Blason de Agnin | Blason  | Taillé d'or à l'église du lieu soutenue, à dextre, d'un écusson aux deux clefs passées en sautoir et senestré d'un vol en chef, le tout représenté au trait ; et de gueules au dauphin du premier adextré d'une rose tigée et feuillée au naturel ; à la cotice en barre d'or chargée de l'inscription "AGNIN" en lettres capitales de sable brochant sur la partition. |
| Blason de Agnin | Détails | Le statut officiel du blason reste à déterminer. |

| Blason à dessiner | Blason  | De gueules au tau cousu d'azur en cher accompagné de trois châteaux donjonnés d'argent, maçonnés de sable, deux en flancs et un en pointe.                     |
| Blason à dessiner | Détails | * Il y a là non-respect de la règle de contrariété des couleurs : ces armes sont fautives (azur sur gueules). Le statut officiel du blason reste à déterminer. |

| Blason de Allevard | Blason  | De gueules à trois bandes d'argent, au chef du même chargé de trois cloches d'azur bataillées d'or. |
| Blason de Allevard | Détails | Le statut officiel du blason reste à déterminer.                                                    |

| Blason de Anjou | Blason  | De gueules à l'aigle d'argent.                   |
| Blason de Anjou | Détails | Le statut officiel du blason reste à déterminer. |

| Blason de Anthon | Blason  | De gueules à un dragon d'or.                     |
| Blason de Anthon | Détails | Le statut officiel du blason reste à déterminer. |

| Blason de Apprieu | Blason  | Coupé d'un parti de gueules à une abeille d'or et du premier aux deux clefs du second passées en sautoir ; et d'azur à un haut-fourneau au naturel ouvert du champ,. |
| Blason de Apprieu | Détails | Le terme "au naturel" permet une certaine liberté de représentation de la couleur du haut-fourneau en pointe : le blason, avec un four représenté d'argent, d'acier, de tenné ou de sable, sera tout aussi valable d'un point de vue héraldique. Le statut officiel du blason reste à déterminer. |

| Blason de Assieu | Blason  | D'azur à un renard rampant d'or, au chef du même chargé de trois dauphins du champ crêtés, barbés, lorés, peautrés et oreillés de gueules. |
| Blason de Assieu | Détails | Le statut officiel du blason reste à déterminer.                                                                                           |

| Blason de Autrans | Blason  | Taillé d'un burelé d’argent et d’azur de 10 pièces à un lion de gueules armé, lampassé et couronné d’or, brochant sur le tout ; et du second à un cristal de neige du premier. |
| Blason de Autrans | Détails | Le statut officiel du blason reste à déterminer. |

| Blason à dessiner | Blason  | D'or au dauphin d'azur, barbé, crêté, lorré, oreillé et peautré de gueules, chapé de sinople chargé à dextre d'une branche de noisetier fleurie d'or, à senestre d'un pampre de vigne fruité du même; à la champagne d'azur chargée de crêtes de vague d'argent. |
| Blason à dessiner | Détails | Le statut officiel du blason reste à déterminer. |

Pas d'information pour les communes suivantes : Allemond, Ambel (Isère), Annoisin-Chatelans, Aoste (Isère), Arandon, Artas, Arzay, Auberives-en-Royans, Auberives-sur-Varèze, Auris, Avignonet
- Haut – A
- B
- C
- D
- E
- F
- G
- H
- I
- J
- K
- L
- M
- N
- O
- P
- Q
- R
- S
- T
- U
- V
- W
- X
- Y
- Z

## B
| Blason de Balme-les-Grottes (La) | Blason  | Taillé-ondé d’argent à un dauphin d’azur, et de sinople à l’entrée d'une grotte du premier chargée d’une église de trois niveaux au naturel mouvant de la paroi senestre, ajourée du premier et ouverte sur un chemin en barre cousu d’azur mouvant de la pointe, flanquée à dextre d’un autre chemin en barre "au naturel" mouvant de la pointe, au chef ondé cousu d’azur* ; à la cotice en barre ondée du même chargée de six filets ondés du premier brochant sur la partition. |
| Blason de Balme-les-Grottes (La) | Détails | * Il y a là non-respect de la règle de contrariété des couleurs : ces armes sont fautives (azur sur sinople). Le statut officiel du blason reste à déterminer. |

| Blason de Beaucroissant | Blason  | Taillé d'azur à un rencontre de vache d'argent, et de sinople à une tête de cheval d'argent ; au chef de gueules* accompagné d'un croissant d'argent duquel rayonnent neuf rais du même. |
| Blason de Beaucroissant | Détails | Armes parlantes. * Il y a là non-respect de la règle de contrariété des couleurs : ces armes sont fautives (gueules sur azur). Le statut officiel du blason reste à déterminer.          |

| Blason de Beaurepaire | Blason  | Parti de sinople et de gueules, à un dauphin d'or brochant. |
| Blason de Beaurepaire | Détails | Le statut officiel du blason reste à déterminer.            |

| Blason de Beauvoir-de-Marc | Blason  | Parti de pourpre au chef d'argent, et du même à deux bandes d'azur ; le tout enfermé dans une bordure d'or chargée de dix fleurs de lis d'azur posées dans le sens de la bordure. |
| Blason de Beauvoir-de-Marc | Détails | Le statut officiel du blason reste à déterminer. |

| Blason de Bellegarde-Poussieu | Blason  | Palé d'argent et de sable, à la fasce de gueules chargée de trois casques d'or tarés de profil brochant sur le tout. |
| Blason de Bellegarde-Poussieu | Détails | Le statut officiel du blason reste à déterminer.                                                                     |

| Blason de Bernin | Blason  | D'or au dauphin d'azur crété, barbé, loré et peautré de gueules adextré d'une grappe de raisin de sable tigée du même ; mantelé du second à une montagne au naturel issant de la partition. |
| Blason de Bernin | Détails | Le statut officiel du blason reste à déterminer. |

| Blason de Biviers | Blason  | Coupé: au 1) d'azur à la chaîne de montagnes de sinople* chargée de deux torrents du premier* ondoyant en pal et mouvant de deux cols de la chaîne, côtoyés de deux châteaux couverts d'argent et accompagnés entre eux en chef d'une tour couverte du même ; au 2) de gueules à la chouette contournée surmontée à dextre d'une étoile de huit rais, le tout d'argent. |
| Blason de Biviers | Détails | * Il y a là non-respect de la règle de contrariété des couleurs : ces armes sont fautives (azur sur sinople et sinople sur azur). Armes parlantes. (Biviers, deux voies) Le statut officiel du blason reste à déterminer. |

| Blason de Bonnefamille | Blason  | Écartelé : au 1er d'or à une tour de sable ouverte et ajourée du champ, au 2d d'argent à un chêne arraché de sinople, au 3e d'argent à une libellule de sinople posée en pal, au 4e d'or à trois hirondelles contournées au naturel volant en barre et mal ordonnées ; à l'estrez en croix de sinople brochant sur la partition, la traverse chargée de trois edelweiss d'argent boutonnés d'or. |
| Blason de Bonnefamille | Détails | Différences entre dessin et blasonnement : Le blasonnement ci-dessus mentionne un estrez, une croix de mi-largeur (1/6e de l'écu) : le blason ci-contre représente une croix standard (1/3 de l'écu). Le statut officiel du blason reste à déterminer. |

| Blason de Bouchage (Le) | Blason  | Écartelé: aux 1 et 4 palé d'or et d'azur, au chef de gueules chargé de trois hydres d'or, aux 2 et 3 d'azur au lion d'argent, à la bordure de gueules chargée de seize fleurs de lis d'or; sur le tout, écartelé d'or et d'azur. |
| Blason de Bouchage (Le) | Détails | * Il y a là non-respect de la règle de contrariété des couleurs : ces armes sont fautives (gueules sur azur). sur le site de la commune, 2017                                                                                    |

| Blason de Bourg-d'Oisans (Le) | Blason  | D'or au dauphin d'argent à la barre de gueules brochant sur le tout.                                       |
| Blason de Bourg-d'Oisans (Le) | Détails | * Il y a là non-respect de la règle de contrariété des couleurs : ces armes sont fautives (argent sur or). |

| Blason de Bourgoin-Jallieu | Blason  | Parti de gueules au chef cousu d'azur*, à un dauphin d'or brochant soutenu de trois croissants d'argent ; et d'azur à un soleil d'or soutenu d'ondes d'argent mouvant de la pointe. |
| Blason de Bourgoin-Jallieu | Détails | * Ces armes emploient le terme « cousu » dans le seul but de contrevenir à la règle de contrariété des couleurs : elles sont fautives : azur sur gueules.                           |

| Blason de Bressieux | Blason  | De gueules à trois fasces de vair.               |
| Blason de Bressieux | Détails | Le statut officiel du blason reste à déterminer. |

| Blason de Brié-et-Angonnes | Blason  | Parti d'azur à trois étoiles d'or, et du même à un ours rampant de sable surmonté d'un lambel du même. |
| Blason de Brié-et-Angonnes | Détails | Le statut officiel du blason reste à déterminer.                                                       |

| Blason de Buissière (La) | Blason  | D’azur à une licorne contournée d’argent sur une terrasse du champ, à la bordure du second chargée de deux branches de laurier de sinople réunies en chef et croisées en pointe. |
| Blason de Buissière (La) | Détails | Le statut officiel du blason reste à déterminer. |

| Blason de Burcin | Blason  | D'argent à une colline de sinople au pied de laquelle coule une rivière du champ, à la chapelle du lieu (Notre-Dame-de-Milin) brochant sur la colline ; à l'inscription BURCIN en lettres de sable posée en chef. |
| Blason de Burcin | Détails | Le blasonnement ci-dessus ne mentionnant aucune couleur pour la chapelle, les couleurs ci-contre sont libres et laissées à l'appréciation de l'artiste. Le statut officiel du blason reste à déterminer.          |

Pas d'information pour les communes suivantes : Balbins, Barraux, La Bâtie-Divisin, La Bâtie-Montgascon, Beaufin, Beaufort (Isère), Beaulieu (Isère), Beauvoir-en-Royans, Belmont (Isère), Besse (Isère), Bessins, Bévenais, Bilieu, Biol, Bizonnes, Blandin, Bossieu, Bougé-Chambalud, Brangues, Bresson (Isère), Brion (Isère), La Buisse. Bouvresse-Quirieu porte un pseudo-blason, Brézins porte un pseudo-blason 
- Haut – A
- B
- C
- D
- E
- F
- G
- H
- I
- J
- K
- L
- M
- N
- O
- P
- Q
- R
- S
- T
- U
- V
- W
- X
- Y
- Z

## C
| Blason de Cessieu | Blason  | Coupé d'azur à une tête d'âne issante d'argent, et de pourpre à un chardon de sinople fleuri du second.                                                           |
| Blason de Cessieu | Détails | * Il y a là non-respect de la règle de contrariété des couleurs : ces armes sont fautives (sinople sur pourpre). Le statut officiel du blason reste à déterminer. |

| Blason de Châbons | Blason  | D'azur au lion d'or ; à la fasce de sinople chargée de trois besants d'argent brochante . |
| Blason de Châbons | Détails | Le blasonnement indique un lion "traversé" d'une fasce de sinople : cela peut laisser supposer que la fasce ne broche pas et suit les contours du lion, mais aussi être une infraction à la règle de contrariété des couleurs (d'azur à la fasce de sinople étant interdit). Le statut officiel du blason reste à déterminer. |

| Blason de Chamagnieu | Blason  | D'argent au filet en croix de gueules noué en carré, cantonné de quatre écussons : au 1er de France, au 2d du Dauphiné, au 3e parti de gueules à la fasce losangée d'or et d'azur, et de gueules à la bande losangée d'or et d'azur ; au 4e d'azur au sautoir d'or ; à la champagne réduite d'argent. |
| Blason de Chamagnieu | Détails | Le statut officiel du blason reste à déterminer. |

| Blason de Champ-sur-Drac | Blason  | D'azur à une rivière mouvant de la pointe, à une roue de moulin et une filière, le tout d'or. |
| Blason de Champ-sur-Drac | Détails | La roue à aubes représente l'industrialisation et le développement de la commune, la rivière représente quant à elle la confluence du Drac et de la Romanche. Le statut officiel du blason reste à déterminer. |

| Blason à dessiner | Blason  | D'azur à la tour avec son avant-mur senestre mouvant du flanc, de gueules maçonné de sable; au chef d'or chargé d'un dauphin versé et contourné d'azur, crêté, barbé, peautré, oreillé et lorré de gueules. |
| Blason à dessiner | Détails | Le statut officiel du blason reste à déterminer. |

| Blason de Chapareillan | Blason  | D'or à la bande contre-bretessée de sable, accompagnée d'un dauphin d'azur, crêté, barbé, loré et peautré de gueules en chef et d'une clef d'azur posée en bande, le panneton en haut, l'anneau en carreau pommeté de gueules, en pointe. Devise"Clavis Totius Delphinatus" |
| Blason de Chapareillan | Détails | Le statut officiel du blason reste à déterminer. |

| Blason de Chapelle-du-Bard (La) | Blason  | Tiercé en pairle renversé : au 1er de sinople à deux haches de bûcheron d'argent, emmanchées d'or et passées en sautoir, au 2e d'or à une enclume de sable surmontée de deux marteaux du même posés en chevron, les tables tournées vers l'enclume, au 3e de gueules à trois bandes d'argent et à un loup (marchant) de tenné, langué de gueules, allumé d'argent et brochant. |
| Blason de Chapelle-du-Bard (La) | Détails | Adopté en avril 2018. |

| Blason de Charantonnay | Blason  | D'or à la demi-roue de sainte Catherine d'azur, les pointes et le moyeu de gueules, faillie à senestre, senestrée d'un dauphin du second, barbé, crêté, oreillé, lorré et peautré du troisième ; au coutre [•fer de charrue] de sable posé en pal et brochant en cœur sur la roue; au comble de sable nuagé de deux pièces et chargé de l'inscription « CHARANTONNAY » en lettres du champ. Devise«de campano charrentonnaci dominor» (du haut du clocher, Chantonnay, je domine). |
| Blason de Charantonnay | Détails | Le statut officiel du blason reste à déterminer. |

| Blason de Charvieu-Chavagneux | Blason  | De pourpre au dauphin contourné d'azur, senestré d'un soleil non figuré d'or, à la foi alésée d'argent brochant en pointe. |
| Blason de Charvieu-Chavagneux | Détails | La poignée de mains rappelle le rattachement des deux communes le 1er mai 1961, pour le reste, la terre et l'industrie, le tout sous un beau soleil. Différences entre dessin et blasonnement : L'Armorial de France mentionne un autre blason que celui dessiné ci-contre : celui mentionné ci-dessus. Le statut officiel du blason reste à déterminer. |

| Blason de Chasse-sur-Rhône | Blason  | Écartelé d’azur au faucon d’argent, et du Dauphiné. |
| Blason de Chasse-sur-Rhône | Détails | Le statut officiel du blason reste à déterminer.    |

| Blason de Châteauvilain | Blason  | Écartelé : au 1er de gueules à trois fleurs lys d'argent ; au 2d d'argent à une ombre de tête de chèvre ; au 3e d'argent à une tour en bois au naturel ; au 4e d'azur à un dauphin d'argent. |
| Blason de Châteauvilain | Détails | Le statut officiel du blason reste à déterminer. |

| Blason de Châtenay | Blason  | Tiercé en pairle renversé: au 1 de sinople à une branche de châtaignier de tenné, fruitée de trois pièces du même et feuillée de trois pièces d'or; au 2 d'or à un dauphin d’azur barbé, crêté, lorré, peautré et oreillé de gueules; au 3 de gueules à une cloche d'argent; le tout au chef d'azur chargé de l'inscription CHATENAY en capitales d'argent. |
| Blason de Châtenay | Détails | Créé par JF Binon. Sur site Commune 2018. |

| Blason de Chavanoz | Blason  | Parti de gueules à la chouette contournée d'argent en chef-dextre, à une roue de moulin de sable* en pointe, le tout senestré d'une gerbe de blé d'or ; et du Dauphiné ; à un chef-pal en filet d'azur brochant sur le tout. |
| Blason de Chavanoz | Détails | * Il y a là non-respect de la règle de contrariété des couleurs : ces armes sont fautives (roue de sable sur champ de gueules). Le statut officiel du blason reste à déterminer.                                             |

| Blason de Chimilin | Blason  | Parti d'or et d'azur; sur le tout, d'argent au dauphin d'or.                                                                                                |
| Blason de Chimilin | Détails | * Il y a là non-respect de la règle de contrariété des couleurs : ces armes sont fautives (or sur argent). Le statut officiel du blason reste à déterminer. |

| Blason de Chuzelles | Blason  | D'azur à un filet en pairle d'argent, accompagné en chef de trois filets ondés du même, d'une anille d'or à dextre, et d'un épi de blé du même posé en barre à senestre. |
| Blason de Chuzelles | Détails | Le statut officiel du blason reste à déterminer. |

| Blason de Claix | Blason  | D'argent au chevron d'azur accompagné de trois croix tréflées du même . |
| Blason de Claix | Détails | Le statut officiel du blason reste à déterminer.                        |

| Blason à dessiner | Blason  | D'argent à la barre ondée d'azur accompagné à dextre d'une coquille, d’un clocher et d'un château d'eau, le tout de gueules et à senestre d'une feuille de vigne de sinople et d'un arbre du même; au chef de gueules chargé de galets d'or en nombre, disposés en trois rangées, posés en fasce dans la 1ère et la 3e et posés en barre dans la 2e. |
| Blason à dessiner | Détails | Le statut officiel du blason reste à déterminer. |

| Blason de Colombe | Blason  | Parti d'un coupé du Dauphiné et de gueules à une branche d'olivier au naturel fruitée de deux pièces et posée en bande ; et coupé d'azur et de sinople à une tour coupée de gueules* et d'or, essorée et maçonnée de sable*, brochante ; à une colombe essorante d'argent brochant sur le coupé senestre. |
| Blason de Colombe | Détails | * Il y a là non-respect de la règle de contrariété des couleurs : ces armes sont fautives (sable sur gueules, et gueules sur azur). Armes parlantes. Le statut officiel du blason reste à déterminer. |

| Blason de Corbelin | Blason  | D'or au corbeau essorant de sable, la tête et les pattes d'argent. |
| Blason de Corbelin | Détails | Armes parlantes. Le statut officiel du blason reste à déterminer.  |

| Blason de Corenc | Blason  | Écartelé : au 1er du Dauphiné, au second d'azur à une tête de lion arrachée d'argent et lampassée de gueules, au 3e du même à la tour d'argent maçonnée de sable, au 4e d'or à l'aigle d'azur, becquée et couronnée de gueules. |
| Blason de Corenc | Détails | Le statut officiel du blason reste à déterminer. |

| Blason de Cornillon-en-Trièves | Blason  | De gueules à trois écussons d'or plain.          |
| Blason de Cornillon-en-Trièves | Détails | Le statut officiel du blason reste à déterminer. |

| Blason de Corps | Blason  | D'azur au chevron d'argent accompagné en chef de deux étoiles et en pointe d'un ours passant, le tout d'or. |
| Blason de Corps | Détails | Le statut officiel du blason reste à déterminer.                                                            |

| Blason de Côte-Saint-André (La) | Blason  | D'azur au sautoir d'argent cantonné de deux fleurs de lys d'or, une en chef et une en pointe, et de deux dauphins du même aux flancs. |
| Blason de Côte-Saint-André (La) | Détails | Armes parlantes (le sautoir étant parfois appelé "croix de Saint André"). Le statut officiel du blason reste à déterminer.            |

| Blason de Crémieu | Blason  | D'azur à trois besants d'or; au chef d'or chargé d'un dauphin d'azur barbé, crêté, oreillé, peautré et lorré de gueules. |
| Blason de Crémieu | Détails | Le statut officiel du blason reste à déterminer.                                                                         |

Pas d'information pour les communes suivantes : Chalon (Isère), Le Champ-près-Froges, Champagnier, Champier, Chamrousse, Chanas, Chantelouve, La Chapelle-de-la-Tour, La Chapelle-de-Surieu, Charancieu, Charavines, Charette (Isère), Charnècles, Chasselay (Isère), Chassignieu, Château-Bernard, Châtelus (Isère), Châtonnay, Chatte (Isère), Chélieu, Chevrières (Isère), Le Cheylas, Cheyssieu, Chèzeneuve, Chichilianne, Chirens, Cholonge, Chonas-l'Amballan, Choranche, Chozeau, Clavans-en-Haut-Oisans, Clelles, Cognet, Cognin-les-Gorges, La Combe-de-Lancey, Commelle, Cordéac, Corrençon-en-Vercors, Les Côtes-d'Arey, Les Côtes-de-Corps, Coublevie, Cour-et-Buis, Courtenay (Isère), Crachier, Cras (Isère), Creys-Mépieu, Crolles, Culin
- Haut – A
- B
- C
- D
- E
- F
- G
- H
- I
- J
- K
- L
- M
- N
- O
- P
- Q
- R
- S
- T
- U
- V
- W
- X
- Y
- Z

## D
| Blason de Dizimieu | Blason  | Tiercé en pairle : au 1er du Dauphiné, au 2e de gueules à la rose tigée et feuillée d’argent, au 3e d’azur au coq hardi d’or. |
| Blason de Dizimieu | Détails | Le statut officiel du blason reste à déterminer.                                                                              |

| Blason de Doissin | Blason  | Mi-parti : au 1er d'azur semé de croisettes d'or, à la fasce d'argent brochante, au 2e d'or à l'aigle bicéphale de sable, becquée, languée et membrée de gueules et au chef échiqueté vairé d'azur et d'argent et de gueules de deux tires. |
| Blason de Doissin | Détails | Adopté par la municipalité. |

| Blason de Domène | Blason  | De vair, au chef de gueules chargé d'un lion issant d'or. |
| Blason de Domène | Détails | Le statut officiel du blason reste à déterminer.          |

Pas d'information pour les communes suivantes : Diémoz, Dionay, Dolomieu (Isère), Domarin

- Haut – A
- B
- C
- D
- E
- F
- G
- H
- I
- J
- K
- L
- M
- N
- O
- P
- Q
- R
- S
- T
- U
- V
- W
- X
- Y
- Z

## E
| Blason de Échirolles | Blason  | Écartelé d'azur à trois étoiles d'or, et du même à l'écureuil de gueules.                      |
| Blason de Échirolles | Détails | Armes parlantes. (proximités sonores entre le nom de la commune et l'écureuil) Blason officiel |

| Blason de Eclose-Badinières | Blason  | Écartelé de gueules et d'argent, à la rivière d'azur posée en barre, brochant en s'élargissant du chef vers la pointe ; à la foi de carnation, la main de dextre posée en bande et mouvant de l'angle du chef et celle de senestre posée en fasce et mouvant du flanc ; à l'inscription « 2015 » en lettres de sable brochant en pointe sur la partition. |
| Blason de Eclose-Badinières | Détails | Cette commune est née le 1er janvier 2015 de la fusion des communes d'Éclose et de Badinières. Le statut officiel du blason reste à déterminer. |

| Blason de Entre-deux-Guiers | Blason  | D'or à un chevron d'azur accompagné en pointe d'un monde du même surmonté de sept étoiles de sable disposées en demi-cercle ; et en chef de deux dauphins affrontés de gueules. |
| Blason de Entre-deux-Guiers | Détails | Le statut officiel du blason reste à déterminer. |

| Blason de Eybens | Blason  | D'azur à un cœur d'or surmonté d'une colombe d'argent, tenant en son bec un rameau d'olivier de même. |
| Blason de Eybens | Détails | Le statut officiel du blason reste à déterminer.                                                      |

| Blason de Eyzin-Pinet | Blason  | Écartelé, les quatre quartiers bordés d'un filet d'or : au 1er d'azur à la tour du lieu d'argent maçonnée de sable et ajourée du champ, mouvant de la pointe, au 2d d'azur aux deux monts de sinople* mouvant des flancs, l'un derrière l'autre, à l'arbre arraché d'argent brochant sur le tout, au 3e de sinople à l'épi de blé d'or posé en barre, au 4e d'azur au dauphin d'argent ; le tout posé sur une champagne d'argent chargée d'une rivière d'azur mouvant de la pointe et d'un pont droit de trois arches aussi d'argent maçonné de sable mouvant du trait de la champagne, des flancs et de la pointe. |
| Blason de Eyzin-Pinet | Détails | * Il y a là non-respect de la règle de contrariété des couleurs : ces armes sont fautives (sinople sur azur). Le statut officiel du blason reste à déterminer. |

Pas d'information pour les communes suivantes : Engins, Entraigues (Isère), Les Éparres, Estrablin, Eydoche

- Haut – A
- B
- C
- D
- E
- F
- G
- H
- I
- J
- K
- L
- M
- N
- O
- P
- Q
- R
- S
- T
- U
- V
- W
- X
- Y
- Z

## F
Faramans porte un pseudo-blason.
| Blason de Flachères | Blason  | Écartelé en sautoir : en chef du Dauphiné, aux flancs d'azur à trois branches de genêt de sinople fleuries d'or de sept pièces, en pointe de gueules au navet au naturel ; au sautoir en filet d'argent brochant sur la partition. |
| Blason de Flachères | Détails | Création Jean-François Brinon. Adopté par la municipalité le 8 novembre 2013. |

| Blason de Fontaine | Blason  | Tranché d'or au faucon d'azur allumé d'or et longé de gueules, et de sinople à une fontaine héraldique d'argent remplie de gueules et traversée de trois sources aussi d'argent. |
| Blason de Fontaine | Détails | Armes parlantes. Le statut officiel du blason reste à déterminer. |

| Blason de Froges | Blason  | D'azur à une marmite de Froges (four électrique à arc) d'or accostée en chef de deux éclairs du même remplis de gueules, celui de dextre posé en bande, celui de senestre posé en barre. |
| Blason de Froges | Détails | Création de Jacques Blache, adoptée par la municipalité en 1979. |

Pas d'information pour les communes suivantes : Faverges-de-la-Tour, La Ferrière (Isère), La Flachère, Fontanil-Cornillon, La Forteresse (Isère), Four (Isère), Le Freney-d'Oisans, La Frette (Isère), Frontonas

- Haut – A
- B
- C
- D
- E
- F
- G
- H
- I
- J
- K
- L
- M
- N
- O
- P
- Q
- R
- S
- T
- U
- V
- W
- X
- Y
- Z

## G
| Blason de Garde (La) | Blason  | D'or à un chevron de gueules accompagné en chef d'un bâton de pèlerin d'azur à dextre et d'une épée du même à senestre, et en pointe d'un dauphin d'azur, crêté, barbé, loré, peautré et oreillé de gueules ; au chef aussi d'azur chargé d'une clef d'or en fasce. |
| Blason de Garde (La) | Détails | Le statut officiel du blason reste à déterminer. |

| Blason de Gières | Blason  | Parti de gueules à un livre ouvert d’argent et à la plume du même brochant en bande, et d'azur à la lettre capitale G d'or; le tout sommé d’un chef d'azur* à trois pointes d’or. |
| Blason de Gières | Détails | * Il y a là non-respect de la règle de contrariété des couleurs : ces armes sont fautives (Az/Gu). Le statut officiel du blason reste à déterminer.                               |

| Blason de Goncelin | Blason  | De gueules au chevron d'or accompagné en pointe de trois roses du même mal ordonnées ; au chef du champ* chargé d’une rose du second.               |
| Blason de Goncelin | Détails | * Il y a là non-respect de la règle de contrariété des couleurs : ces armes sont fautives (Gu/Gu). Le statut officiel du blason reste à déterminer. |

| Blason de Grand-Lemps (Le) | Blason  | De gueules au filet en pairle renversé d'or, accompagné en chef d'un clocher du lieu au naturel à dextre, et à senestre de deux épis de blé posés en chevron renversé accompagnés en chef d'une roue dentée surchargée d'une navette de tisserand posée en barre, le tout d'or ; et en pointe d'un soleil non figuré d'or mouvant d'une silhouette d'usine d'azur, chargé des lettres G et L capitales enlacés de sable. |
| Blason de Grand-Lemps (Le) | Détails | Le statut officiel du blason reste à déterminer. |

| Blason de Grenay | Blason  | Parti du Dauphiné ; et d'azur à un mont d'argent issant de la pointe et du flanc dextre sommé d'une tour du même, au chef de gueules accompagné de deux clefs d'or passées en sautoir, les pannetons en chef. |
| Blason de Grenay | Détails | * Il y a là non-respect de la règle de contrariété des couleurs : ces armes sont fautives (gueules sur azur). Le statut officiel du blason reste à déterminer.                                                |

| Blason de Grenoble | Blason  | D'or à trois roses de gueules. |
| Blason de Grenoble | Détails | Blason officiel                |

| Blason de Gua (Le) | Blason  | D'or au dauphin d'azur crêté, barbé, loré et peautré de gueules, adextré du logo* du parc naturel régional du Vercors, mantelé d'azur à une montagne au naturel.                                                               |
| Blason de Gua (Le) | Détails | En temps normal, un logotype n'a pas sa place dans un blason. L'Armorial de France considère d'ailleurs ce blason comme un pseudo-blason, indigne de figurer sur un armorial. Le statut officiel du blason reste à déterminer. |

Pas d'information pour les communes suivantes : Gillonnay, Granieu, Gresse-en-Vercors
- Haut – A
- B
- C
- D
- E
- F
- G
- H
- I
- J
- K
- L
- M
- N
- O
- P
- Q
- R
- S
- T
- U
- V
- W
- X
- Y
- Z

## H
| Blason de Herbeys | Blason  | D’or au rencontre de bœuf de sable.              |
| Blason de Herbeys | Détails | Le statut officiel du blason reste à déterminer. |

| Blason de Heyrieux | Blason  | Écartelé : au 1er de gueules au lion d'or paré d'azur, au 2d du même à un chevron d'argent accompagné de deux croissants du même en chef et d'un lion d'or en pointe ; au 3e d'azur à la bande d'or accompagnée de 6 losanges du même mises en orle ; au 4e du Dauphiné ; à l'estrez en croix d'argent brochant sur le tout. |
| Blason de Heyrieux | Détails | Le statut officiel du blason reste à déterminer. |

| Blason de Huez | Blason  | D’argent mantelé d’azur au soleil mi-parti d’or non figuré à dextre et d’azur figuré à senestre, rayonnant aussi d’or au canton dextre, au comble de gueules* chargé de l’inscription « Alpe d’Huez » en lettres capitales d’or. |
| Blason de Huez | Détails | * Il y a là non-respect de la règle de contrariété des couleurs : ces armes sont fautives (gueules sur azur). Le statut officiel du blason reste à déterminer.                                                                   |
| Blason de Huez | Alias   | D’azur à la montagne d’argent accompagnée d’un soleil d’or au canton dextre du chef . |

Pas d'information pour les communes suivantes : Hières-sur-Amby, Hurtières

- Haut – A
- B
- C
- D
- E
- F
- G
- H
- I
- J
- K
- L
- M
- N
- O
- P
- Q
- R
- S
- T
- U
- V
- W
- X
- Y
- Z

## I
| Blason de Isle-d'Abeau (L') | Blason  | D'or fretté de gueules, à un dauphin d'argent brochant sur le tout. |
| Blason de Isle-d'Abeau (L') | Détails | Le statut officiel du blason reste à déterminer.                    |

| Blason de Izeaux | Blason  | Coupé d'un parti d'azur à une jarre d'or, et d'azur à un croissant tourné d'or ; et d'azur à deux demi-vols d'argent posés en croisette. |
| Blason de Izeaux | Détails | Le statut officiel du blason reste à déterminer.                                                                                         |

| Blason de Izeron | Blason  | Burelé d'argent et d'azur de dix pièces, au lion de gueules armé, lampassé et couronné d'or brochant sur le tout. |
| Blason de Izeron | Détails | Le statut officiel du blason reste à déterminer.                                                                  |

- Haut – A
- B
- C
- D
- E
- F
- G
- H
- I
- J
- K
- L
- M
- N
- O
- P
- Q
- R
- S
- T
- U
- V
- W
- X
- Y
- Z

## J
| Blason de Janneyrias | Blason  | D'argent à un épi de blé d'or soutenu de deux clefs renversées du même passées en sautoir, les anneaux en losange ; senestré du dauphin du Dauphiné, et d'une motte alésée de sinople sommée d'un pan de mur en ruine de sable en abîme, à la branche de ronce aussi d'or posée en bande brochant sur la motte. |
| Blason de Janneyrias | Détails | * Il y a là non-respect de la règle de contrariété des couleurs : ces armes sont fautives (or sur argent). Le statut officiel du blason reste à déterminer. |

| Blason de Jardin | Blason  | Écartelé : au 1er d'azur à une hache du néolithique d'argent emmanchée d'or ; au 2d mal-gironné d'argent et de sable, à une tour d'or ouverte et ajourée de sable ; au 3e d'argent à trois collines de sinople, chacune sommée d'un arbre du même ; au 4e de gueules à une gerbe de blé d'or. |
| Blason de Jardin | Détails | Le statut officiel du blason reste à déterminer. |

| Blason de Jarrie | Blason  | De gueules à un chêne arraché d'argent, au chef d'azur* chargé de trois heaumes d'argent tarés de profil.     |
| Blason de Jarrie | Détails | * Il y a là non-respect de la règle de contrariété des couleurs : ces armes sont fautives (azur sur gueules). |

Pas d'information pour les communes suivantes : Jarcieu

- Haut – A
- B
- C
- D
- E
- F
- G
- H
- I
- J
- K
- L
- M
- N
- O
- P
- Q
- R
- S
- T
- U
- V
- W
- X
- Y
- Z

## L
| Blason de Laffrey | Blason  | D’azur au dauphin d’or, à la filière cousue de gueules*, au chef du même*, brochant sur la filière, chargé de trois tours d’argent maçonnées de sable et ouvertes aussi de gueules.       |
| Blason de Laffrey | Détails | * Il y a là non-respect de la règle de contrariété des couleurs : ces armes sont fautives (gueules sur azur - l'alias n'est pas fautif). Le statut officiel du blason reste à déterminer. |
| Blason de Laffrey | Alias   | D’or au dauphin d’azur… au chef de gueules chargé de trois tours d’argent ouvertes de sable et ajourées aussi de gueules                                                                  |

| Blason de Laval | Blason  | De gueules semé de fleurs de lys d’or, à la bande d’argent brochant sur le tout. |
| Blason de Laval | Détails | Le blason à gauche est une reprise des armes de la famille de Châteaubriand, sans lien particulier avec ceux-ci. La municipalité emploie les deux blasons en accolé, celui en alias à senestre. Le statut officiel du blason reste à déterminer. |
| Blason de Laval | Alias   | D'or au sautoir d'azur cantonné de quatre roses de gueules. * Il y a là non-respect de la règle de contrariété des couleurs : ces armes sont fautives (gueules sur azur).                                                                        |

| Blason à dessiner | Blason  | Écartelé en sautoir : au 1er d'azur au soleil d'or, au 2d de gueules au dauphin cousu* de sinople, au 3e de gueules au cerf passant cousu* de sinople, au 4e d'azur à la branche de houx de sinople et à l'épée d'or brochante ; à deux quintefeuilles de pourpre brochant sur les traits de partition du 1er. |
| Blason à dessiner | Détails | * Ces armes emploient le terme « cousu » dans le seul but de contrevenir à la règle de contrariété des couleurs : elles sont fautives : sinople sur gueules. Le statut officiel du blason reste à déterminer.                                                                                                  |

Pas d'information pour les communes suivantes : Lalley, Lans-en-Vercors, Lavaldens, Lavars, Lentiol, Leyrieu, Lieudieu, Longechenal, Lumbin, Luzinay

## M
| Blason de Maubec | Blason  | D'or à deux léopards d'azur, l'un au-dessus de l'autre. |
| Blason de Maubec | Détails | Site Internet de la commune, 2015.                      |

| Blason de Mens | Blason  | Parti de gueules au lion contourné d'argent, et d'or au dauphin d'azur barbé, oreillé, lorré et peautré de gueules; le tout au comble d'argent chargé de l'inscription « Mens en Trièves » de sable accostée de deux trèfles à quatre feuilles de sinople. |
| Blason de Mens | Détails | Adopté le 25 février 2016. |

| Blason de Meylan | Blason  | Taillé du Dauphiné, et d'azur à un atome d'argent ; à une barre de gueules brochant sur la partition ; au chef de sinople chargéé de trois taux d'argent. |
| Blason de Meylan | Détails | Le statut officiel du blason reste à déterminer. |

| Blason de Meyssiez | Blason  | Coupé : au 1er d'azur chargé, à dextre, de saint André au naturel, vêtu d'or, brochant sur un flanchis d'argent cantonné aux flancs des lettres capitales S et A du même et, à senestre, d'une amphore d'or, au 2d d'or à un dauphin d'azur, barbé, crêté, lorré, oreillé et peautré de gueules ; à la fasce d'argent maçonnée de sable brochant sur la partition. DeviseLiberté, Immunité, Franchise |
| Blason de Meyssiez | Détails | Le statut officiel du blason reste à déterminer. |

| Blason de Miribel-les-Échelles | Blason  | Écartelé d’or et de gueules ; à la cotice en bande d’argent chargée de quatre mouchetures d’hermine de sable brochant sur le tout. |
| Blason de Miribel-les-Échelles | Détails | Le statut officiel du blason reste à déterminer.                                                                                   |

| Blason de Moidieu-Détourbe | Blason  | Taillé : au 1er d'or à la façade de l'église du lieu de sable et d'argent, ouverte et ajourée du deuxième, posée sur une trangle d'azur, au 2d d'orangé à un mouton contourné et arrêté d'argent, la tête et les pattes de sable ; au bâton en barre d'azur, brochant sur la partition et combiné avec la trangle du 1er. |
| Blason de Moidieu-Détourbe | Détails | Le statut officiel du blason reste à déterminer. |

| Blason de Moirans | Blason  | D'azur à deux dauphins plongeant affrontés d'argent accompagnés en chef de deux colombes essorantes affrontées du même et en pointe d'une rose de gueules.     |
| Blason de Moirans | Détails | * Il y a là non-respect de la règle de contrariété des couleurs : ces armes sont fautives (gueules sur azur). Le statut officiel du blason reste à déterminer. |

| Blason de Monestier-de-Clermont | Blason  | D'azur à une montagne de sinople* et au monastère du lieu d'argent essoré d'or, mouvant des flancs et posé sur une terrasse aussi de sinople, brochant sur le tout. |
| Blason de Monestier-de-Clermont | Détails | * Il y a là non-respect de la règle de contrariété des couleurs : ces armes sont fautives (sinople sur azur). Le statut officiel du blason reste à déterminer.      |

| Blason de Montagnieu | Blason  | De gueules au lion d'or armé de sable ; à la bande componée de sable et d'azur, chaque compon de sable chargé de cinq bâtons ondés et alésés d'argent en pal et ordonnés en croix. |
| Blason de Montagnieu | Détails | Le statut officiel du blason reste à déterminer. |

| Blason de Montalieu-Vercieu | Blason  | De gueules à la bande cousue d'azur chargée d'une tierce ondée d'argent, accompagnée, en chef, d'une couronne à laquelle sont appendues les inscriptions St et L et en pointe d'un maillet rond et d'un ciseau de sculpteur à dents de chien passés en sautoir, le tout d'or. |
| Blason de Montalieu-Vercieu | Détails | * Il y a là non-respect de la règle de contrariété des couleurs : ces armes sont fautives (bande d'azur sur champ de gueules). Le statut officiel du blason reste à déterminer.                                                                                               |

| Blason de Montbonnot-Saint-Martin | Blason  | Taillé: au 1er d'or au dauphin contourné d'azur, barbe, crêté, oreillé, lorré et peautré de gueules, au 2e de sinople à deux cèdres de sable rangés en barre; à la cotice en barre d'argent chargée de deux cotices ondées d'azur, brochant sur la partition; sur le tout, un écu en losange d'azur chargé de la lettre M d'or. |
| Blason de Montbonnot-Saint-Martin | Détails | * Il y a là non-respect de la règle de contrariété des couleurs : ces armes sont fautives (sable sur sinople). Le statut officiel du blason reste à déterminer. |

| Blason de Montcarra | Blason  | Parti d'azur et de gueules, à la nivéole [Leucojum vernum] tigée d'or, feuillée de deux pièces de sinople et fleurie de deux pièces d'argent brochant sur le tout. |
| Blason de Montcarra | Détails | Entête de document de la mairie, 2015. |

| Blason de Morestel | Blason  | D'azur à un griffon de sable. |
| Blason de Morestel | Détails | * Il y a là non-respect de la règle de contrariété des couleurs : ces armes sont fautives (sable sur azur). Le statut officiel du blason reste à déterminer. |

Morêtel-de-Mailles porte deux écus accolés, de couleurs inconnues. En attendant de plus amples informations, cette commune n'est pas incluse.
| Blason à dessiner | Blason  | Écartelé: au 1er d'azur à la Pierre Percée du lieu de tenné ombrée de gueules, aux 2e et 3e d'or au dauphin d'azur barbé, crêté, oreillé, lorré et peautré de gueules, au 4e d'azur aux coquerelles de tenné, involucrées de gueules. |
| Blason à dessiner | Détails | * Il y a là non-respect de la règle de contrariété des couleurs : ces armes sont fautives (gueules sur azur). Le statut officiel du blason reste à déterminer.                                                                        |

| Blason de Mure (La) | Blason  | Du Dauphiné, au chef de gueules à trois tours d'argent. |
| Blason de Mure (La) | Détails | Le statut officiel du blason reste à déterminer.        |

| Blason de Murette (La) | Blason  | Parti du Dauphiné soutenu d'un taureau de sable ; et d'azur à une colombe d'argent en vol tenant un rameau du même, au chef d'argent à trois roses de gueules. |
| Blason de Murette (La) | Détails | Le statut officiel du blason reste à déterminer. |

Pas d'information pour les communes suivantes : Malleval-en-Vercors, Marcieu, Marcilloles, Marcollin, Marnans, Massieu (Isère), Mayres-Savel, Méaudre, Merlas, Meyrié, Meyrieu-les-Étangs, Miribel-Lanchâtre, Mizoën, Moidieu-Détourbe, Moirans, Moissieu-sur-Dolon, Monestier-d'Ambel, Le Monestier-du-Percy, Monsteroux-Milieu, Mont-de-Lans, Mont-Saint-Martin (Isère), Montagne (Isère), Montaud (Isère), Montchaboud, Monteynard, Montfalcon, Montferrat (Isère), Montrevel (Isère), Montseveroux, Moras, Morette, La Morte, La Motte-Saint-Martin, Mottier, Le Moutaret, Murianette, Murinais
- Haut – A
- B
- C
- D
- E
- F
- G
- H
- I
- J
- K
- L
- M
- N
- O
- P
- Q
- R
- S
- T
- U
- V
- W
- X
- Y
- Z

## N
| Blason de Nivolas-Vermelle | Blason  | Écartelé : aux 1er et 4e de France, au 2d d'or à un dauphin d'azur et au 3e d'or à un canard nageant d'azur. |
| Blason de Nivolas-Vermelle | Détails | Le statut officiel du blason reste à déterminer.                                                             |

| Blason de Notre-Dame-de-Commiers | Blason  | D'azur au sautoir d'argent cantonné de quatre roses de gueules.                                               |
| Blason de Notre-Dame-de-Commiers | Détails | * Il y a là non-respect de la règle de contrariété des couleurs : ces armes sont fautives (gueules sur azur). |

| Blason de Noyarey | Blason  | D'azur au chevron d'or accompagné de trois clous de la Passion du même. |
| Blason de Noyarey | Détails | Le statut officiel du blason reste à déterminer.                        |

Pas d'information pour les communes suivantes : Nantes-en-Ratier, Nantoin, Notre-Dame-de-l'Osier, Notre-Dame-de-Mésage, Notre-Dame-de-Vaulx
- Haut – A
- B
- C
- D
- E
- F
- G
- H
- I
- J
- K
- L
- M
- N
- O
- P
- Q
- R
- S
- T
- U
- V
- W
- X
- Y
- Z

## O
| Blason de Ornacieux | Blason  | Écartelé aux 1er et 4e du Dauphiné, au 2d d’azur à une porte de ville flanquée de deux tours d’argent ouverte, ajourée et maçonnée de sable, coulissée aussi d’argent, au 3e d’azur à une tête et col de cheval d’or et au chef de sable* chargé de trois croisettes aussi d’or |
| Blason de Ornacieux | Détails | * Il y a là non-respect de la règle de contrariété des couleurs : ces armes sont fautives (sable sur azur). Le statut officiel du blason reste à déterminer. |

| Blason de Oyeu | Blason  | Tiercé en pairle : au 1er de gueules à l'épée et aux deux clefs d'argent passées en sautoir brochant, au 2d d'azur au monde d'or cerclé, cintré et croiseté de sinople, surmonté de sept étoiles aussi d’or ordonnées en arc, au 3e d'argent au mont de sinople sommé de trois croix latines de sable, celle du milieu plus grande. |
| Blason de Oyeu | Détails | Le statut officiel du blason reste à déterminer. |

| Blason de Oytier-Saint-Oblas | Blason  | Écartelé, au 1er d'or à un besant d'argent chargé d'une croix de gueules, au 2d d'azur à un mont de sinople, au 3e d'azur à un besant d'or et au 4e d'or à un dauphin de sinople crêté de gueules ; sur le tout de sinople chargé de huit tourteaux de gueules* mis en orle. |
| Blason de Oytier-Saint-Oblas | Détails | * Il y a là non-respect de la règle de contrariété des couleurs : ces armes sont fautives (sinople sur azur au 2e, gueules sur sinople sur le tout). Le statut officiel du blason reste à déterminer.                                                                        |

Pas d'information pour les communes suivantes : Optevoz, Oris-en-Rattier, Ornon, Oulles, Oz (Isère)

- Haut – A
- B
- C
- D
- E
- F
- G
- H
- I
- J
- K
- L
- M
- N
- O
- P
- Q
- R
- S
- T
- U
- V
- W
- X
- Y
- Z

## P
| Blason à dessiner | Blason  | Parti : au 1) d’or au plant de tabac de sinople, au 2) d’argent au dauphin d’azur crêté, barbé, loré ; peautré et oreillé de gueules ; le tout sommé d’un chef d’azur chargé de trois monuments du lieu ordonnés 2et 1 à savoir la cure, l’école et l’église. |
| Blason à dessiner | Détails | Le statut officiel du blason reste à déterminer. |

| Blason de Paladru | Blason  | De gueules à l'omble chevalier d’or posé en bande. |
| Blason de Paladru | Détails | Le statut officiel du blason reste à déterminer.   |

| Blason de Passage (Le) | Blason  | Tiercé en pairle : au 1er de gueules à un besant d'argent, au 2e d'azur à une tour avec son avant-mur senestre d'or, ouverts, ajourés et maçonnés de sable, au 3e d'or à un dauphin d'azur, barbé, crêté, oreillé, lorré et peautré de gueules. |
| Blason de Passage (Le) | Détails | Le statut officiel du blason reste à déterminer. |

| Blason de Péage-de-Roussillon (Le) | Blason  | Taillé au 1) de gueules à l’écusson d’or chargé d’un dauphin d’azur crêté, barbé, loré ; peautré et oreillé de gueules ; au 2) d’or à une ombre d'usine soutenue d’une grappe de raisin posée en barre adextrée de deux pêches surmontées d’une paire de cerises de gueules et feuillées d’une pièce, le tout au naturel ; à la cotice en barre d’argent chargée de l’inscription de sable « Le Péage de Roussillon» brochant sur la partition. |
| Blason de Péage-de-Roussillon (Le) | Détails | Le statut officiel du blason reste à déterminer. |

| Blason de Pierre-Châtel | Blason  | D'or au dauphin d'azur crêté, barbé, loré, peautré et oreillé de gueules, au chef de gueules au rocher de la Pierre Percée d'argent. |
| Blason de Pierre-Châtel | Détails | Armes parlantes. Le statut officiel du blason reste à déterminer.                                                                    |

| Blason de Poisat | Blason  | D’or au puits de sable maçonné du champ mouvant de la pointe et du flanc senestre, adextré de filets en fasce symbolisant le marais sommé d’un roseau feuillé d’un pièce en barre mouvant du flanc dextre, le tout aussi de sable. |
| Blason de Poisat | Détails | Le statut officiel du blason reste à déterminer. |

| Blason de Poliénas | Blason  | Parti d'or et de gueules, à trois écussons : le 1er d'azur à trois potences d'or ou béquilles de Saint Antoine, au comble d'argent portant l'inscription CHATEAUNEUF en lettres capitales de sable ; le 2d d'or à trois guidons d'azur rangés en fasce, au chef surbaissé de gueules chargé d'un lion passant d'argent, au comble d'argent portant l'inscription BARONNAT en lettres capitales de sable ; le 3e parti d'or et de gueules à un lion de sable, au comble d'argent portant l'inscription LA MARCOUSSE en lettres capitales de sable. |
| Blason de Poliénas | Détails | Une publication locale relevée par l'Armorial de France, mentionne une variante dans lequel le parti du champ est non pas d'or et de gueules, mais d'orangé et de rose. Ledit armorial considère cette version comme un pseudo-blason. |

| Blason de Pont-de-Beauvoisin | Blason  | Parti d'azur au dauphin d'argent crêté, barbé, loré et peautré de gueules ; et du même à trois roses d'or. |
| Blason de Pont-de-Beauvoisin | Détails | Le statut officiel du blason reste à déterminer.                                                           |

| Blason de Pont-de-Chéruy | Blason  | D'azur au sautoir d'argent chargé de cinq coquilles posées et ordonées en sautoir d'or*, cantonné en chef d'une étoile d'argent de huit rais .              |
| Blason de Pont-de-Chéruy | Détails | * Il y a là non-respect de la règle de contrariété des couleurs : ces armes sont fautives (or sur argent). Le statut officiel du blason reste à déterminer. |

| Blason de Pont-de-Claix | Blason  | D'azur au pont courbe d'or posé sur un pont droit du même, sur une rivière d'argent mouvant de la pointe, lesdits ponts brochant sur trois éclairs aussi d'argent en bande, en pal et en barre, pointant sur la surface de la rivière et, en chef, sur trois tourteaux de gueules cerclés, chacun, d'un engrenage aussi d'or, mal ordonnés. |
| Blason de Pont-de-Claix | Détails | Armes parlantes. Le statut officiel du blason reste à déterminer. |

| Blason de Pont-en-Royans | Blason  | Fascé d'argent et d'azur de six pièces, au lion de gueules brochant sur le tout. |
| Blason de Pont-en-Royans | Détails | Le statut officiel du blason reste à déterminer.                                 |

| Blason de Pont-Évêque | Blason  | De pourpre au pont d’or, maçonné de sable, pentu en barre à dextre, posé sur une rivière d’azur mouvant de la pointe, surmonté de l’inscription « 1867 » en chiffres de gueules, l’ouverture chargée d’une mitre de gueules ornée d’or, brochant sur la rivière. |
| Blason de Pont-Évêque | Détails | Armes parlantes. (pont et mitre, symbole de l'évêque) Le statut officiel du blason reste à déterminer. |

| Blason de Pontcharra | Blason  | D'azur au chef d'argent chargé d'un lion issant de gueules ; à la cotice d'or brochant sur le tout. |
| Blason de Pontcharra | Détails | Le statut officiel du blason reste à déterminer.                                                    |

| Blason de Pressins | Blason  | D'azur au chevron renversé d'or accompagné en chef d'un dauphin d'argent et en pointe de deux colombes affrontées en vol du même. |
| Blason de Pressins | Détails | Le chevron représente les 2 torrents qui traversent le village du sud au nord en formant la Bièvre à leur confluence en rejoignant la naissance de celle-ci. Ont été ajoutés 2 colombes et le dauphin du Dauphiné. Adopté après 2014. |
| Blason de Pressins | Alias   | D'or au chevron d'azur chargé d'un soleil du champ accosté de deux croissants d'argent, les pointes tournées vers le soleil. Armes de la famille de Rivoire.                                                                          |

Pas d'information pour les communes suivantes : Pact, Panissage, Panossas, Parmilieu, Passins, Pellafol, Penol, Percy (Isère), Le Périer, La Pierre, Le Pin (Isère), Pinsot, Pisieu, Plan (Isère), Pommier-de-Beaurepaire, Pommiers-la-Placette, Ponsonnas, Porcieu-Amblagnieu, Prébois, Presles (Isère), Primarette, Proveysieux, Prunières (Isère)
- Haut – A
- B
- C
- D
- E
- F
- G
- H
- I
- J
- K
- L
- M
- N
- O
- P
- Q
- R
- S
- T
- U
- V
- W
- X
- Y
- Z

## Q
Pas d'information pour les communes suivantes : Quaix-en-Chartreuse, Quet-en-Beaumont, Quincieu

## R
| Blason de Renage | Blason  | De gueules à la croix d'argent chargée de trois molettes d'éperon de sable en pal, au chef d'azur* chargé d'un livre ouvert adextré de deux martinets de forge passés en sautoir et senestré de deux navettes de tisserand passées en sautoir, le tout aussi d'argent. |
| Blason de Renage | Détails | * Il y a là non-respect de la règle de contrariété des couleurs : ces armes sont fautives (Azur sur gueules). Le statut officiel du blason reste à déterminer. |

| Blason de Reventin-Vaugris | Blason  | D’or au bœuf de gueules, au chef d’azur chargé de trois croisettes latines du champ. |
| Blason de Reventin-Vaugris | Détails | Le statut officiel du blason reste à déterminer.                                     |

| Blason de Rives | Blason  | Taillé d'azur à un haut fourneau d'argent ouvert et maçonné de sable, et de gueules à un rouleau de papier d'argent ; à la cotice en barre d'or brochant sur la partition,. |
| Blason de Rives | Détails | Le statut officiel du blason reste à déterminer. |

| Blason de Roche | Blason  | D'azur à un rocher d'argent terrassé d'or, à l'arbre au naturel brochant ; au chef tiercé en pal de sinople à l'épi de blé d'or posé en bande, du Dauphiné, et de sinople au flanchis d'argent. |
| Blason de Roche | Détails | Armes parlantes. Le statut officiel du blason reste à déterminer. |

| Blason à dessiner | Blason  | De gueules à la bande d'or chargée d'une bande de sinople surchargée de l'inscription « ROCHETOIRIN » en lettres capitales de sable* posées à plomb, accompagnée en chef d'une tête de loup arrachée d'or et en pointe du château du lieu [château de Romanèche] du même environné d'ombres d'arbres et de buissons* Il y a là non-respect de la règle de contrariété des couleurs : ces armes sont fautives (Sable sur sinople).. |
| Blason à dessiner | Détails | Site Internet de la commune, 2024. |

| Blason de Roches-de-Condrieu (Les) | Blason  | D'azur à un pont de trois arches d'argent mouvant d'une rivière du même, à un rocher également d'argent mouvant du flanc senestre et brochant sur le pont,accompagnés en chef d'un dauphin d'or à senestre et d'une fleur de lys du même à dextre. |
| Blason de Roches-de-Condrieu (Les) | Détails | Armes parlantes. Le statut officiel du blason reste à déterminer. |

| Blason de Roussillon | Blason  | D'or à l'aigle de gueules.                                                          |
| Blason de Roussillon | Détails | Armes de la famille de Roussillon. Le statut officiel du blason reste à déterminer. |

| Blason de Rovon | Blason  | D'or au dauphin d'azur, crêté, barbé, loré, peautré et oreillé de gueules (De Dauphiné plain). |
| Blason de Rovon | Détails | Le statut officiel du blason reste à déterminer.                                               |

| Blason de Royas | Blason  | D'azur à la bande d'or chargée de trois mouchetures d'hermine de sable. |
| Blason de Royas | Détails | Le statut officiel du blason reste à déterminer.                        |

| Blason de Roybon | Blason  | D'or à la bande d'azur chargée de trois cloches d'argent. |
| Blason de Roybon | Détails | Le statut officiel du blason reste à déterminer.          |

Pas d'information pour les communes suivantes : Réaumont, Rencurel (Isère), Revel (Isère), Revel-Tourdan, La Rivière (Isère), Roissard, Romagnieu, Ruy
- Haut – A
- B
- C
- D
- E
- F
- G
- H
- I
- J
- K
- L
- M
- N
- O
- P
- Q
- R
- S
- T
- U
- V
- W
- X
- Y
- Z

## S
| Blason de Saint-Alban-de-Roche | Blason  | De gueules à la tour d'or maçonnée de sable; au chef d’argent chargé de quatre otelles d’azur adossées en sautoir. |
| Blason de Saint-Alban-de-Roche | Détails | Le statut officiel du blason reste à déterminer.                                                                   |

| Blason de Saint-Albin-de-Vaulserre | Blason  | Parti : au 1er d'azur à trois bandes ondées d'argent et à un châtaignier au naturel brochant, au 2d coupé au I d'or à trois fasces de sable et à deux clefs d'argent passées en sautoir et brochantes, au II de sinople à une épée basse d'argent garnie d'or posée en barre. |
| Blason de Saint-Albin-de-Vaulserre | Détails | Adopté le 14 décembre 2021. |

| Blason de Saint-André-en-Royans | Blason  | De gueules à la tour donjonnée d’argent (d'or) maçonnée, ouverte et ajourée de sable. |
| Blason de Saint-André-en-Royans | Détails | Le statut officiel du blason reste à déterminer.                                      |

| Blason de Saint-Antoine-l'Abbaye | Blason  | D'or à l'aigle bicéphale de sable, à l'écu d'or en cœur, au Tau d'azur brochant sur le tout. |
| Blason de Saint-Antoine-l'Abbaye | Détails | Le statut officiel du blason reste à déterminer.                                             |

| Blason de Saint-Baudille-de-la-Tour | Blason  | De sinople à saint Baudille décapité de carnation, vêtu d’une aube de gueules et d’une dalmatique d’argent, sa tête tranchée posée à ses pieds, tenant dans sa dextre une palme d’argent; au chef du même chargé d'un casque romain adextré d'outils de carriers et senestré d'outils néolithiques, le tout de sable. |
| Blason de Saint-Baudille-de-la-Tour | Détails | Le statut officiel du blason reste à déterminer. |

| Blason de Saint-Bernard | Blason  | D'argent au chevron d'azur accompagné en pointe d'une fleur de lis de sable. |
| Blason de Saint-Bernard | Détails | Le statut officiel du blason reste à déterminer.                             |

| Blason de Saint-Bonnet-de-Chavagne | Blason  | Écartelé: de gueules à la croix d'or, et de contre-écartelé, de gueules au lion d'argent, et d'argent au lion de gueules. |
| Blason de Saint-Bonnet-de-Chavagne | Détails | Utilisé sans déliberation depuis 2012                                                                                     |

| Blason à dessiner | Blason  | Écartelé, le trait du coupé en chevron: au 1er d'azur à l'escalier en colimaçon d'argent soutenu de deux outils de menuisier du même, au 2e d'or à la roue crantée de gueules et à la navette du même, remplie d'argent posée en bande et brochant sur la roue en pointe à dextre, le tout soutenu d'un rameau de sinople posé en bande, au 3e d'or au grêlier de gueules déporté à dextre, au 4e d'azur au besant d'argent chargé d'une étoile de sinople et déporté à senestre, à la lyre de gueules brochant en pointe sur la partition. |
| Blason à dessiner | Détails | Officiel. |

| Blason de Saint-Chef | Blason  | Écartelé au 1) et 4) au soleil d’argent rayonnant d’or, au 2) et 3) de gueules à deux clés passées en sautoir surmontées d’une tiare le tout d’argent. |
| Blason de Saint-Chef | Détails | Le statut officiel du blason reste à déterminer. |

| Blason de Saint-Christophe-sur-Guiers | Blason  | D'azur à trois clochers d'argent issant de la pointe sommés chacun d'une croix de sable, le clocher central plus haut que les autres ; au chef d'or, chargé d'un Saint-Christophe d'argent accosté de deux sapins de sinople. |
| Blason de Saint-Christophe-sur-Guiers | Détails | Armes parlantes. * Il y a là non-respect de la règle de contrariété des couleurs : ces armes sont fautives (argent sur or). Le statut officiel du blason reste à déterminer.                                                  |

| Blason à dessiner | Blason  | De sinople à la colonne borne romaine d'argent accostée de deux pommes de pin du même, le pédoncule vers le chef, à l'aigle romaine d'azur, la tête contournée, empiétant un tourteau du même et brochant en coeur sur la colonne; au chef cousu de gueules chargé de trois roues de moulin de sable. |
| Blason à dessiner | Détails | * Il y a là non-respect de la règle de contrariété des couleurs : ces armes sont fautives (gueules sur sinople). Le statut officiel du blason reste à déterminer. |

| Blason de Saint-Clair-du-Rhône | Blason  | Tiercé en fasce: au 1er d'azur au lion d'or, au 2e de gueules au chevron d'or accompagné de trois besants d'argent, au 3e rempli d'une mer d'or, chargée d'un dauphin nageant d'azur. |
| Blason de Saint-Clair-du-Rhône | Détails | Le statut officiel du blason reste à déterminer. |

| Blason de Saint-Étienne-de-Saint-Geoirs | Blason  | D'or, à une palme de sinople posée en pal ; au chef d'azur chargé d'un dauphin d'argent. |
| Blason de Saint-Étienne-de-Saint-Geoirs | Détails | Le statut officiel du blason reste à déterminer.                                         |

| Blason de Saint-Geoire-en-Valdaine | Blason  | De gueules à deux clefs d'argent passées en sautoir. Devise« [etiam] si omnes ego non » (si tous [t’abandonnent], moi pas!). |
| Blason de Saint-Geoire-en-Valdaine | Détails | Le statut officiel du blason reste à déterminer.                                                                             |

| Blason de Saint-Georges-d'Espéranche | Blason  | Tiercé en barre, au premier de gueules à la croix d'argent ; au deuxième d'azur chargé en chef de Saint Georges d'or monté sur un cheval d'argent terrassant d'une lance de sable un dragon de gueules et d'argent, en pointe un chêne planté de sinople ; au troisième d'or au dauphin d'azur, barbé, oreillé, crêté et peautré de gueules. |
| Blason de Saint-Georges-d'Espéranche | Détails | * Il y a là non-respect de la règle de contrariété des couleurs : ces armes sont fautives (sinople sur azur). Armes parlantes. Le statut officiel du blason reste à déterminer. |

| Blason de Saint-Hilaire | Blason  | D'argent au chevron d'azur accompagné en pointe d'une mitre de sable. |
| Blason de Saint-Hilaire | Détails | Le statut officiel du blason reste à déterminer.                      |

| Blason de Saint-Hilaire-de-Brens | Blason  | De gueules à la bande losangée d'or et d'azur. |
| Blason de Saint-Hilaire-de-Brens | Détails | Adopté par la municipalité.                    |

| Blason de Saint-Ismier | Blason  | Écartelé : au premier d'or à un saint d'argent vêtu d'azur et nimbé de gueules, les deux avant-bras tourné vers le haut, adextré de la lettre S et senestré de la lettre I le tout d'argent, au deuxième d'azur à trois monts d'argent rangés en bande et à trois sapins également d'argent et rangés vaguement en bande brochant sur les monts, au troisième d'azur à une grappe de raisin fruitée, feuillée et tigée d'argent, au quatrième d'or à un dauphin d'azur, crêté, barbé, loré, peautré et oreillé de gueules. |
| Blason de Saint-Ismier | Détails | * Il y a là non-respect de la règle de contrariété des couleurs : ces armes sont fautives (argent sur or). Le statut officiel du blason reste à déterminer. |

| Blason de Saint-Jean-de-Bournay | Blason  | De gueules au cheval effaré d’argent.            |
| Blason de Saint-Jean-de-Bournay | Détails | Le statut officiel du blason reste à déterminer. |

| Blason de Saint-Jean-de-Moirans | Blason  | De gueules au lion d'argent, au chef cousu d'azur chargé de deux fleurs de lys d'or.                                                                           |
| Blason de Saint-Jean-de-Moirans | Détails | * Il y a là non-respect de la règle de contrariété des couleurs : ces armes sont fautives (azur sur gueules). Le statut officiel du blason reste à déterminer. |

| Blason de Saint-Jean-de-Soudain | Blason  | Fascé de gueules et d'argent à la bande d'azur chargée de trois fleurs de lys d'or brochant sur le tout. |
| Blason de Saint-Jean-de-Soudain | Détails | Le statut officiel du blason reste à déterminer.                                                         |

| Blason de Saint-Just-Chaleyssin | Blason  | Écartelé : au premier d'azur au chevron d'or au chef parti au I d'or, au II d'argent ; au deuxième de gueules à la bande d'or chargée de trois cloches bataillées d'azur ; au troisième de sable à trois trangles d'or ; au quatrième d'azur à trois coquilles d'or, au chef d'argent. |
| Blason de Saint-Just-Chaleyssin | Détails | Le statut officiel du blason reste à déterminer. |

| Blason de Saint-Laurent-du-Pont | Blason  | Coupé: au 1er parti, au I d’or au dauphin d’azur barbé, crêté, lorré, oreillé et peautré de gueules, au II d’argent au monde d’azur cintré et croiseté d’or surmonté de sept étoiles d'or, ordonnées en arc de cercle, celle du milieu plus grande, et soutenu d'un listel d'or chargé de l'inscription de sable « Stat Crux dum volvitur orbis » (La croix demeure stable tandis que le monde change), au 2e de gueules au pont d’argent maçonné de sable, au sapin de sinople mouvant de la pointe et brochant sur le pont. Devise« Passé je garde, avenir je veux ». |
| Blason de Saint-Laurent-du-Pont | Détails | * Il y a là non-respect de la règle de contrariété des couleurs : ces armes sont fautives (or sur argent). Armes parlantes (pont). Le statut officiel du blason reste à déterminer. |

| Blason de Saint-Marcellin | Blason  | D'azur à une fasce d'or chargée d'une fleur de lys de gueules accostée de deux dauphins d'azur adossés du même, à une rose d'argent en pointe. |
| Blason de Saint-Marcellin | Détails | Le statut officiel du blason reste à déterminer.                                                                                               |

| Blason de Saint-Martin-d'Hères | Blason  | D'azur à la chaine de montagnes de trois pics d'argent mouvant des flancs, le pic du milieu plus élevé, au chamois d'or arrêté sur une terrasse de sinople chargée d'un livre ouvert aussi d'or et d'une plume du même brochant en barre sur le livre. |
| Blason de Saint-Martin-d'Hères | Détails | Le statut officiel du blason reste à déterminer. |

| Blason de Saint-Martin-d'Uriage | Blason  | D'argent à un écureuil contourné du même issant d'un bouquet de feuilles de sinople. |
| Blason de Saint-Martin-d'Uriage | Détails | Le statut officiel du blason reste à déterminer.                                     |

| Blason de Saint-Martin-le-Vinoux | Blason  | D’or à la feuille de vigne versée de sinople chargée d’une grappe de raisin du champ. |
| Blason de Saint-Martin-le-Vinoux | Détails | Armes parlantes. (feuille de vigne) Le statut officiel du blason reste à déterminer.  |

| Blason à dessiner | Blason  | Parti: au 1er de gueules à saint Michel d'or terrassant un démon contourné de sable et comble d'or chargé de trois dauphins d'azur barbés, crêtés, peautrés et lorrés de gueules, au 2e coupé, au I d'azur au renard rampant au naturel, au II d'or à l'arbre de sinople. |
| Blason à dessiner | Détails | Le statut officiel du blason reste à déterminer. |

| Blason de Saint-Pancrasse | Blason  | D'argent au chevron d'azur accompagné en pointe d'un dauphin de sable. |
| Blason de Saint-Pancrasse | Détails | Le statut officiel du blason reste à déterminer.                       |

| Blason de Saint-Pierre-de-Chartreuse | Blason  | Coupé: au 1er d’argent au monde d’azur cintré du champ et bordé d'or, croiseté du même, au 2e parti au I de gueules au dauphin d’or et au II de sinople au sapin d’argent. |
| Blason de Saint-Pierre-de-Chartreuse | Détails | Le statut officiel du blason reste à déterminer. |

| Blason de Saint-Quentin-Fallavier | Blason  | Cinq points d’or équipolés à quatre d’azur, le point du chef chargé de 12 étoiles ordonnées en anneau, celui du flanc dextre d’une fleur de lys et celui du flanc senestre d’un dauphin, à la tour de Fallavier sur un mont mouvant de la pointe, brochant sur la pointe et en partie sur le cœur, le tout aussi d’or, aux deux clous de mineur d’argent passés en sautoir brochant sur le tout. |
| Blason de Saint-Quentin-Fallavier | Détails | Le statut officiel du blason reste à déterminer. |

| Blason de Saint-Quentin-sur-Isère | Blason  | De gueules à une fasce d'argent haussée et chargée de trois lys de sable. |
| Blason de Saint-Quentin-sur-Isère | Détails | Le statut officiel du blason reste à déterminer.                          |

| Blason de Saint-Romain-de-Jalionas | Blason  | D’azur à la barre rocheuse d’or en fasce mouvant des flancs, sur une terrasse de sable, à la tour crénelée de quatre pièces d’argent, ajourée de sable, à dextre, et au clocher aussi d’argent, essoré de gueules, ajouré et croiseté aussi de sable, à senestre, les soubassements des deux édifices sommés d’une double corniche ouverte du même, à la filière de gueules brochant sur ces soubassements, à l’amphore romaine du même, sa base mouvant de la pointe de l’écu et brochant entre les deux monuments sur la filière, chargée en chef sous le col de l’inscription « VILLA LVCINIVS » en lettres capitales de sable ordonnées sur deux lignes en arc, soutenue d’un dauphin aussi d’or. |
| Blason de Saint-Romain-de-Jalionas | Détails | * Il y a là non-respect de la règle de contrariété des couleurs : ces armes sont fautives (sable sur gueules). Le statut officiel du blason reste à déterminer. |

| Blason de Saint-Romans | Blason  | D'azur à deux épis d'or passés en sautoir surmontés d'un dauphin d'argent, accompagnés en pointe d'une rose d'or . |
| Blason de Saint-Romans | Détails | Le statut officiel du blason reste à déterminer.                                                                   |

| Blason de Saint-Savin | Blason  | D'or au chardon d'azur issant d'un croissant de gueules. |
| Blason de Saint-Savin | Détails | Le statut officiel du blason reste à déterminer.         |

| Blason à dessiner | Blason  | D'azur au chevron d'argent accompagné en pointe d'une montagne isolée de trois pics de sable ombrée d'argent.                                                |
| Blason à dessiner | Détails | * Il y a là non-respect de la règle de contrariété des couleurs : ces armes sont fautives (sable sur azur). Le statut officiel du blason reste à déterminer. |

| Blason de Salagnon | Blason  | De gueules à l'écureuil assis d'or tenant une noisette du même, surmonté d'une fasce haussée d'argent chargée de trois dauphins d'azur, surmontée de l'inscription SALAGNON en lettres capitales de sable. |
| Blason de Salagnon | Détails | * Il y a là non-respect de la règle de contrariété des couleurs : ces armes sont fautives (sable sur gueules). Le statut officiel du blason reste à déterminer.                                            |

| Blason de La Salle-en-Beaumont | Blason  | D'or à un dauphin d'azur barbé, crêté, lorré, peautré et oreillé de gueules; à la fasce abaissée d'argent chargée de trois fleurs de lis d'or* et brochante. |
| Blason de La Salle-en-Beaumont | Détails | * Il y a là non-respect de la règle de contrariété des couleurs : ces armes sont fautives (FleurLis or sur bande argent). Site Internet de la commune, 2018. |

| Blason de Sardieu | Blason  | De sinople à deux cotices ondées d'argent, accompagnées en chef d'un épi de maïs d'or et en pointe d'un épi de blé du même, au dauphin d'azur barbé, crêté, lorré, peautré et oreillé de gueules, brochant sur le tout. |
| Blason de Sardieu | Détails | Le statut officiel du blason reste à déterminer. |

| Blason de Sassenage | Blason  | Burelé d'argent et d'azur au lion de gueules armé, lampassé et couronné d'or brochant sur le tout. |
| Blason de Sassenage | Détails | Le statut officiel du blason reste à déterminer.                                                   |

| Blason de Satolas-et-Bonce | Blason  | Parti au 1) de gueules à une clef d'or, au 2) d'azur à trois étoiles d'argent; le tout sommé d'un chef d'or à un dauphin vif d'azur, barbé, crêté, lorré, peautré et oreillé de gueules, qui est du Dauphiné. |
| Blason de Satolas-et-Bonce | Détails | Le statut officiel du blason reste à déterminer. |

| Blason de Serre-Nerpol | Blason  | D'argent à une église du lieu au naturel soutenue des lettres S et N d'or, au chef d'azur chargé de deux clefs d'or passées en sautoir.                     |
| Blason de Serre-Nerpol | Détails | * Il y a là non-respect de la règle de contrariété des couleurs : ces armes sont fautives (or sur argent). Le statut officiel du blason reste à déterminer. |

| Blason de Seyssinet-Pariset | Blason  | Parti : au premier de gueules à une bisse couronnée d'or, au deuxième d'argent à une tour de gueules maçonnée de sable ; au chef d'or chargé d'un dauphin d'azur, crêté, barbé, loré, peautré et oreillé de gueules. |
| Blason de Seyssinet-Pariset | Détails | Le statut officiel du blason reste à déterminer. |

| Blason de Seyssins | Blason  | De gueules semé de fleurs de lys d'or, à la bande d'argent brochante. Devise« Plutôt avec le cœur, qu'avec les armes ». |
| Blason de Seyssins | Détails | Armes de la famille Alleman. Le statut officiel du blason reste à déterminer.                                           |

| Blason de Soleymieu | Blason  | D'or à la vergette de sable adextrée d'un lion de gueules et senestrée d'un dauphin d'azur, barbé, crêté, lorré, oreillé et peautré de gueules. |
| Blason de Soleymieu | Détails | Adopté par la municipalité. |

| Blason de Sonnay | Blason  | Tiercé en pairle renversé : au premier d'or à la Vierge noire du lieu au naturel mouvant de la partition, au deuxième d'or au dauphin d'azur, au troisième d'azur à la vue en perspective fuyante des thermes romains du lieu d'argent, ouverts du champ, maçonnés de sable, sur des ondes aussi d'azur mouvant de la pointe, brochant sur une chaîne de montagnes au naturel sommée de trois arbres de sinople entre les arches centrales. |
| Blason de Sonnay | Détails | Le statut officiel du blason reste à déterminer. |

Pas d'information pour les communes suivantes : Sablons (Isère), Saint-Agnin-sur-Bion, Saint-Alban-du-Rhône, Saint-Andéol (Isère), Saint-André-le-Gaz, Saint-Appolinard (Isère), Saint-Arey, Saint-Aupre, Saint-Barthélemy (Isère), Saint-Barthélemy-de-Séchilienne, Saint-Baudille-et-Pipet, Saint-Blaise-du-Buis, Saint-Cassien (Isère), Saint-Christophe-en-Oisans, Saint-Clair-sur-Galaure, Saint-Didier-de-Bizonnes, Saint-Didier-de-la-Tour, Saint-Égrève, Saint-Étienne-de-Crossey, Saint-Geoirs, Saint-Georges-de-Commiers, Saint-Gervais (Isère), Saint-Guillaume (Isère), Saint-Hilaire-de-la-Côte, Saint-Hilaire-du-Rosier, Saint-Honoré (Isère), Saint-Jean-d'Avelanne, Saint-Jean-d'Hérans, Saint-Jean-de-Vaulx, Saint-Jean-le-Vieux (Isère), Saint-Joseph-de-Rivière, Saint-Julien-de-l'Herms, Saint-Julien-de-Raz, Saint-Just-de-Claix, Saint-Lattier, Saint-Laurent-en-Beaumont, Saint-Marcel-Bel-Accueil, Saint-Martin-de-Clelles, Saint-Martin-de-la-Cluze, Saint-Martin-de-Vaulserre, Saint-Maurice-en-Trièves, Saint-Maurice-l'Exil, Saint-Maximin (Isère), Saint-Michel-en-Beaumont, Saint-Michel-les-Portes, Saint-Mury-Monteymond, Saint-Nazaire-les-Eymes, Saint-Nicolas-de-Macherin, Saint-Nizier-du-Moucherotte, Saint-Ondras, Saint-Paul-d'Izeaux, Saint-Paul-de-Varces, Saint-Paul-lès-Monestier, Saint-Pierre-d'Allevard, Saint-Pierre-d'Entremont (Isère), Saint-Pierre-de-Bressieux, Saint-Pierre-de-Chérennes, Saint-Pierre-de-Méaroz, Saint-Pierre-de-Mésage, Saint-Prim, Saint-Romain-de-Surieu, Saint-Sauveur (Isère), Saint-Sébastien (Isère), Saint-Siméon-de-Bressieux, Saint-Sorlin-de-Morestel, Saint-Sorlin-de-Vienne, Saint-Sulpice-des-Rivoires, Saint-Théoffrey, Saint-Vérand (Isère), Saint-Victor-de-Cessieu, Saint-Victor-de-Morestel, Saint-Vincent-de-Mercuze, Sainte-Agnès (Isère), Sainte-Anne-sur-Gervonde, Sainte-Blandine (Isère), Sainte-Luce (Isère), Sainte-Marie-d'Alloix, Salaise-sur-Sanne, La Salette-Fallavaux, Le Sappey-en-Chartreuse, Sarcenas, Savas-Mépin, Séchilienne, Semons, Septème, Sérézin-de-la-Tour, Sermérieu, Serpaize, Seyssuel, Siccieu-Saint-Julien-et-Carisieu, Siévoz, Sillans, Sinard, La Sône, Sousville, Succieu, Susville
- Haut – A
- B
- C
- D
- E
- F
- G
- H
- I
- J
- K
- L
- M
- N
- O
- P
- Q
- R
- S
- T
- U
- V
- W
- X
- Y
- Z

## T
| Blason de Tencin | Blason  | D'or à un arbre au naturel mouvant de la pointe ; au chef de gueules chargé d'une étoile d'or accostée de deux besants d'argent. |
| Blason de Tencin | Détails | Le statut officiel du blason reste à déterminer.                                                                                 |

| Blason de Theys | Blason  | De gueules à deux fasces engrêlées d'argent.     |
| Blason de Theys | Détails | Le statut officiel du blason reste à déterminer. |

| Blason à dessiner | Blason  | De gueules à la bande engrelée d'argent.         |
| Blason à dessiner | Détails | Le statut officiel du blason reste à déterminer. |

| Blason de Tour-du-Pin (La) | Blason  | Parti d'azur à la tour d'argent maçonnée, ouverte et ajourée de sable, et du second au pin de sinople.                                    |
| Blason de Tour-du-Pin (La) | Détails | Le statut officiel du blason reste à déterminer.                                                                                          |
| Blason de Tour-du-Pin (La) | Alias   | De gueules à une tour d'argent maçonnée de sable et sommée d'une pomme de pin d'or.. Armes parlantes. Ce blason prédaterait le précédent. |

| Blason de Touvet (Le) | Blason  | D’azur à un mouton d’argent ; au chef d’or chargé de trois rencontres de bœuf de sable. |
| Blason de Touvet (Le) | Détails | Le statut officiel du blason reste à déterminer.                                        |

| Blason de Tronche (La) | Blason  | D'or à la hache de sable fendant une souche arrachée d'azur, le tout surmonté du dauphin du Dauphiné à dextre. |
| Blason de Tronche (La) | Détails | Le statut officiel du blason reste à déterminer.                                                               |

| Blason de Tullins | Blason  | De gueules à deux clefs d'argent passées en sautoir, les pannetons en haut. |
| Blason de Tullins | Détails | Le statut officiel du blason reste à déterminer.                            |

Pas d'information pour les communes suivantes : Têche, La Terrasse (Isère), Tignieu-Jameyzieu, Torchefelon, Tramolé, Treffort, Tréminis, Trept
- Haut – A
- B
- C
- D
- E
- F
- G
- H
- I
- J
- K
- L
- M
- N
- O
- P
- Q
- R
- S
- T
- U
- V
- W
- X
- Y
- Z

## V
| Blason de Valencin | Blason  | Parti: au 1er du Dauphiné, au 2e coupé au I de gueules à la croix de Malte d'argent, au II d'azur à deux burèles ondées d'argent. |
| Blason de Valencin | Détails | Le statut officiel du blason reste à déterminer.                                                                                  |

| Blason à dessiner | Blason  | Écartelé: aux 1er et 4e d'argent à la bande d'azur chargée de trois croisettes d'argent posées à plomb, au 2e d'azur à la herse de labours d'or posée en pal, au 3e de gueules semé de fleurs de lis d'argent à la bande du même, sur le tout, un écu en losange d'or chargé d'un dauphin d'azur barbé, crêté, oreillé, peautré et lorré de gueules. |
| Blason à dessiner | Détails | Le statut officiel du blason reste à déterminer. |

| Blason de Vasselin | Blason  | De gueules à la bande d'argent chargée de six cerises au naturel, accompagnées en chef d'un vase d'or et en pointe d'un courlis regardant du même. |
| Blason de Vasselin | Détails | Le statut officiel du blason reste à déterminer.                                                                                                   |

| Blason de Vaujany | Blason  | Parti d'or au rencontre de bouquetin au naturel issant d'une champagne de sinople chargée d'un edelweiss du second ; et d'un coupé ondé d'argent au sapin de sinople mouvant de la pointe, chaperonné d'azur, et d'argent à deux fasces ondées d'azur ; aux deux skis adossés accolés de gueules en demi-profil brochant en pal sur la partition. |
| Blason de Vaujany | Détails | Le statut officiel du blason reste à déterminer. |

| Blason de Vaulnaveys-le-Bas | Blason  | Parti d'or à une nef d'azur, et de gueules à trois roses d'argent rangées en pal. |
| Blason de Vaulnaveys-le-Bas | Détails | Le statut officiel du blason reste à déterminer.                                  |

| Blason de Vaulx-Milieu | Blason  | Taillé : au 1er d'or à la fontaine du lieu de sinople, au 2d de sinople au dauphin d'or. |
| Blason de Vaulx-Milieu | Détails | Le statut officiel du blason reste à déterminer.                                         |

| Blason à dessiner | Blason  | D'azur à la bande d'or chargée en chef d'une étoile dans le sens de la bande et en pointe d'un dauphin posé en barre crachant des flammes, le tout de gueules. |
| Blason à dessiner | Détails | Le statut officiel du blason reste à déterminer. |

| Blason de Verpillière (La) | Blason  | Écartelé de gueules au renard ravissant d'argent, et du Dauphiné. |
| Blason de Verpillière (La) | Détails | Le statut officiel du blason reste à déterminer.                  |

| Blason à dessiner | Blason  | De gueules à l'ancre abaissée d'or, au poisson chimérique à tête de lion du même contourné, la queue recourbée et brochant en chef sur la trabe de l'ancre. |
| Blason à dessiner | Détails | Le statut officiel du blason reste à déterminer. |

| Blason de Vézeronce-Curtin | Blason  | D'azur au casque d'argent clouté d'or.           |
| Blason de Vézeronce-Curtin | Détails | Le statut officiel du blason reste à déterminer. |

| Blason de Vienne | Blason  | D'or à un arbre arraché de sinople, chargé d'un calice et d'une hostie du champ, à l'écriteau d'argent voltigeant et brochant sur le tronc de l'arbre, portant l'inscription "Vienna civitas sancta" en lettres de sable. |
| Blason de Vienne | Détails | Le statut officiel du blason reste à déterminer. |

| Blason de Vif | Blason  | Tranché d'or au lion de gueules, et du premier au serpent soutenu d'un oiseau et d'une coquille renversée, le tout d'azur et rangé en bande. |
| Blason de Vif | Détails | Le statut officiel du blason reste à déterminer.                                                                                             |

| Blason de Vignieu | Blason  | D'argent à la lettre V capitale de sable entrelacée d'un sarment de vigne de sinople fruité de gueules, au chef d'azur chargé de trois bouquets de trois cerises de gueules*, tigé du même. |
| Blason de Vignieu | Détails | Armes parlantes. * Il y a là non-respect de la règle de contrariété des couleurs : ces armes sont fautives (gueules sur azur). Le statut officiel du blason reste à déterminer.             |

| Blason de Villard-Bonnot | Blason  | Fascé ondé d'azur et d'or de huit pièces; mantelé d'or maçonné de sable; au chef d'argent chargé de trois émanches d'or chacune surchargée d'un sapin d'argent mouvant du trait du chef. |
| Blason de Villard-Bonnot | Détails | * Il y a là non-respect de la règle de contrariété des couleurs : ces armes sont fautives (argent sur or). Le statut officiel du blason reste à déterminer.                              |

| Blason de Villard-de-Lans | Blason  | D'or à un ours en pied d'argent* ombré de sable dans sa partie inférieure, chaussé d'azur chargé à dextre d'un sapin d'argent et à sénestre d'un sapin de sable*.             |
| Blason de Villard-de-Lans | Détails | * Il y a là non-respect de la règle de contrariété des couleurs : ces armes sont fautives (sable sur azur et argent sur or). Le statut officiel du blason reste à déterminer. |

| Blason de Villard-Saint-Christophe | Blason  | Coupé : au 1er de sinople à un ours passant de tenné, au 2d d'or à un dauphin d'azur barbé, crêté, oreillé, lorré et peautré de gueules. |
| Blason de Villard-Saint-Christophe | Détails | Adopté en décembre 1997. |

| Blason de Ville-sous-Anjou | Blason  | D'azur à un portail de chapelle d'argent flanqué à senestre de son clocher du même, mantelé-ployé d'argent chargé à dextre de deux oiseaux affrontés du champ sur un nid d'or* contenant trois oisillons du champ, et à senestre d'un écusson d'azur à la branche feuillée d'or en pal et au chef cousu de gueules* chargé d'un soleil figuré d'or mouvant de l'angle dextre du chef ; aux deux pointes ployées d'or posées en chevron brochant sur le mantelé, chargées celle de dextre de l’inscription VILLE surmontée d'un S à plomb et celle de senestre d'un S à plomb soutenu de l'inscription ANJOU, le tout en lettres capitales bâtardes de sable ; au chef d'or chargé de deux dauphins monstrueux à tête de lion nageant affrontés d'azur barbés, lorés et peautrés de gueules. |
| Blason de Ville-sous-Anjou | Détails | * Il y a là non-respect de la règle de contrariété des couleurs : ces armes sont fautives ( or sur argent et azur sur gueules). Le statut officiel du blason reste à déterminer. |

| Blason de Villette d'Anthon | Blason  | D'azur à trois chevrons d'argent.                |
| Blason de Villette d'Anthon | Détails | Le statut officiel du blason reste à déterminer. |

| Blason de Villette-de-Vienne | Blason  | Parti d'un coupé d'azur à une poire feuillée d'or, et de gueules à un orme d'argent broché d'une feuille de sinople ; et du Dauphiné. |
| Blason de Villette-de-Vienne | Détails | Le statut officiel du blason reste à déterminer.                                                                                      |

| Blason de Vinay | Blason  | De gueules à une tour d'argent ouverte, ajourée et maçonnée de sable, senestrée d'un avant-mur du même ; au chef du Dauphiné. |
| Blason de Vinay | Détails | Le statut officiel du blason reste à déterminer.                                                                              |

| Blason de Virieu | Blason  | De gueules à trois vires d'argent.                                |
| Blason de Virieu | Détails | Armes parlantes. Le statut officiel du blason reste à déterminer. |

| Blason de Viriville | Blason  | Parti d'un gironné d'argent et de sable à la couronne d'or brochant en coeur ; et de gueules à une bande d'or chargée de trois grives de sable. |
| Blason de Viriville | Détails | Le statut officiel du blason reste à déterminer.                                                                                                |

| Blason de Vizille | Blason  | D'azur à un château mouvant des deux flancs et flanqué de deux tours, le tout d'argent maçonné, ajouré et essoré de sable, reposant sur une terrasse d'argent. |
| Blason de Vizille | Détails | Conflit héraldique : le blasonnement dit le château "maçonné" ; le dessin ne le montre pas ainsi. Le statut officiel du blason reste à déterminer.             |

| Blason de Voiron | Blason  | Coupé de gueules au cerf d'or blessé d'une flèche du même, et d'azur à deux navettes de tisserand d'or, les pointes d'argent, passées en sautoir. |
| Blason de Voiron | Détails | Le statut officiel du blason reste à déterminer.                                                                                                  |

| Blason de Voreppe | Blason  | Écartelé: aux 1er et 4e d'or au loup ravissant d'azur, lampassé de gueules, aux 2e et 3e d'or au monde d'azur, cintré et croiseté du champ, surmonté de sept étoiles d'azur ordonnées en demi-cercle; sur le tout du Dauphiné. |
| Blason de Voreppe | Détails | Le statut officiel du blason reste à déterminer. |
| Blason de Voreppe | Alias   | Coupé-crénelé du Dauphiné, et d'azur au pont d'or d'une arche, en dos d'âne, isolé et maçonné de sable. |

| Blason de Vourey | Blason  | D'or à un lion de gueules, paré d'azur.          |
| Blason de Vourey | Détails | Le statut officiel du blason reste à déterminer. |

Pas d'information pour les communes suivantes : Valbonnais, Valencogne, La Valette (Isère), Valjouffrey, Varacieux, Vatilieu, Vaulnaveys-le-Haut, Velanne, Vénérieu, Venon (Isère), Vénosc, Vernioz, Le Versoud, Veurey-Voroize, Veyrins-Thuellin, Veyssilieu, Villard-Notre-Dame, Villard-Reculas, Villard-Reymond, Villefontaine, Villemoirieu, Villeneuve-de-Marc, Voissant

## Sources et références
1. 1 2 3 4 5 6 7 8 9 10  « Banque du Blason de l'Isère »(Archive.org • Wikiwix • Archive.is • Google • Que faire ?).
2. ↑  « 38002 Les Adrets (Isère) », sur armorialdefrance.fr (consulté le 22 octobre 2021).
3. ↑  « Blason… », sur armorialdefrance.fr.
4. ↑  Site Vexillologie provence
5. ↑  Photo des armoiries d'Apprieu File:Apprieu001.jpg
6. ↑  « Communauté de communes du massif du Vercors »(Archive.org • Wikiwix • Archive.is • Google • Que faire ?).
7. ↑  « Blason… », sur armorialdefrance.fr.
8. ↑  Site communauté de communes Bièvres Est
9. ↑  « 38034 Beaurepaire (Isère) », sur armorialdefrance.fr (consulté le 19 octobre 2020).
10. ↑  « L'Armorial », sur armorialdefrance.fr.
11. ↑  Une photographie du blason de Bernin.
12. ↑  Modèle:AsFref.
13. ↑  Site sur les écussons
14. ↑  Site de la ville de Bourgoin-Jallieu
15. ↑  Aups, « English:  Brié et Angonnes coast of arm( Isère, France). », sur Wikimedia Commons, 1er avril 2009.
16. ↑  Photo des armoiries de Burcin. File:Burcin blason.jpg
17. ↑  Site de la ville de Cessieu
18. ↑  Chabons, un village en Dauphiné. Jean VAUDAINE
19. ↑  « 38 067 - CHAMAGNIEU MIANGES », sur armorialdefrance.fr (consulté le 6 août 2012).
20. ↑  Armorial de France, p. 20887
21. ↑  « L'Armorial », sur armorialdefrance.fr.
22. ↑  « 38078 La Chapelle-du-Bard (Isère) », sur armorialdefrance.fr (consulté le 14 novembre 2021).
23. 1 2 3 4 5 6 7 8 9 10 11 12 13 14 15 16 17 18 19 20 21 22 23 24 25 26 27  L'Armorial des villes et villages de France
24. ↑  « Charvieu-Chavagneux », sur free.fr via Wikiwix (consulté le 14 octobre 2023).
25. ↑  Armorial de France, p. 18483.
26. ↑  Site de la ville de Chavanoz
27. ↑  « Blason… », sur armorialdefrance.fr.
28. ↑  Claix et Pont-de-Claix à travers les siècles, L.-D. Bézégher
29. ↑  « Blason… », sur armorialdefrance.fr.
30. ↑  Colombe sur le site de la communauté de communes de Bièvre Est
31. ↑  Site de la ville de Corenc
32. ↑  « L'Armorial », sur armorialdefrance.fr.
33. ↑  Note sur l'histoire de Corps et de son mandement depuis les origines jusqu'à nos jours. Henri DURAND
34. ↑  La Côte Saint-André des origines à nos jours.  Jean Carraz-Billat
35. ↑  « Blason… », sur armorialdefrance.fr.
36. ↑  « 38150 Doissin (Isère) », sur armorialdefrance.fr (consulté le 3 novembre 2023).
37. ↑  « 38150 Domène (Isère) », sur armorialdefrance.fr (consulté le 3 novembre 2023).
38. ↑  Site de la commune d'Échirolles
39. ↑  « L'Armorial », sur armorialdefrance.fr.
40. ↑  Site de la commune d'Entre deux Guiers.
41. ↑  Site de la commune d'Eybens. Blason reprenant les armoiries de Jean de Surville : d'azur au cœur d'or surmonté d'une colombe d'argent, tenant au bec un rameau d'olivier, alias de laurier de même. (Armorial de Dauphiné, G. de Rivoire de la Bâtie, page 712.)
42. ↑  « Blason… », sur armorialdefrance.fr.
43. ↑  Fontaine au temps jadis; Serge CHALEON, Jean ESCALON
44. ↑  Site de la commune de Froges
45. ↑  Site du Grand-Lemps
46. ↑  Grenay sur le site de la Communauté de Communes des Collines du Nord Dauphiné
47. ↑  Site de la ville de Grenoble
48. ↑  Site de la commune du Gua
49. ↑  Site de la commune d'Heyrieux
50. ↑  « La banque du blason2 - Tous vos sujets en décoration ! », sur La banque du blason2 (consulté le 9 septembre 2020).
51. ↑  « L'Armorial », sur armorialdefrance.fr.
52. ↑  Site de la ville de L'Isle-d'Abeau
53. ↑  Izeaux sur le site de la communauté de communes de Bièvre Est
54. ↑  Site internet de la commune d'Izeron.
55. ↑  Site de la Banque du Blason
56. ↑  Site  de la commune de Jadin.
57. ↑  Visages de Jarrie, Cyril LEHEMBRE, page 30.
58. ↑  https://armorialdefrance.fr/page_blason.php?ville=18628
59. ↑  Armorial de France, p. 14943.
60. ↑  « Blason… », sur armorialdefrance.fr.
61. ↑  Aups, « Français :  Panneau à l'entrée de Meylan( Isère, France). Ce document a servi de base à la réalisation du blason de Meylan( Armorial des communes de l'Isère) », sur Wikimedia Commons, 1er août 2008.
62. ↑  « 38232 Meyssiez (Isère) », sur armorialdefrance.fr (consulté le 3 février 2022).
63. ↑  « 38238 Moidieu-Détourbe (Isère) », sur armorialdefrance.fr (consulté le 31 juillet 2022).
64. ↑  Site de la ville de Moirans
65. ↑  « Blason… », sur armorialdefrance.fr.
66. ↑  Aups, « Français :  Partie supérieure d'un tableau d'affichage municipal dans la commune de Montbonnot-Saint-Martin( Isère, France); ce document a servi de source pour la réalisation du blason de Montbonnot-Saint-Martin (Armorial des communes de l'Isère) », sur Wikimedia Commons, 1er août 2008.
67. ↑  Armorial de France, p. 19289.
68. ↑  Site sur les écussons
69. ↑  Gaso, la banque du blason
70. ↑  Photo du blason de La Murette File:Lamurette001.jpg. Autre version du blason File:Lamurette002.jpg.
71. ↑  Site de la commune de Nivolas-Vermelle.
72. ↑  Photographie d'une plaque de rue. File:NotreDamedeCommiers001.jpg
73. ↑  Site de la commune de Noyarey
74. ↑  Photo des armoiries d'Oyeu visibles sur les plaques de nom de rues. File:Oyeu001.JPG
75. ↑  Site de la commune d'Oytier-Saint-Oblas
76. ↑  « Blason du Passage », sur armorialdefrance.fr (consulté le 22 octobre 2023).
77. ↑  Site de la commune de Pierre-Châtel
78. ↑  Photo des armoiries de Poliénas File:Polienas Blason.jpg
79. ↑  Site de la commune de Pont-de-Beauvoisin.
80. ↑  Site de la ville de Pont-de-Chéruy
81. ↑  « La banque du blason »(Archive.org • Wikiwix • Archive.is • Google • Que faire ?).
82. ↑  « La banque du blason »(Archive.org • Wikiwix • Archive.is • Google • Que faire ?).
83. ↑  « 38323 Pressins (Isère) », sur armorialdefrance.fr (consulté le 17 septembre 2020).
84. ↑  Photo des armoiries de Renage. File:Renage.jpg
85. ↑  Photo d'une plaque de rue. File:Rives 001.jpg
86. ↑  Site Studies in Heraldry.
87. ↑  Armorial de France, p. 20813 blasonnement selon dessin.
88. ↑  Site de la commune d Rovon.
89. ↑  Carte postale sur Roybon.
90. ↑  « 38354 Saint-Albin-de-Vaulserre (Isère) », sur armorialdefrance.fr (consulté le 16 décembre 2021).
91. ↑  Site de la commune de Saint Antoine l'Abbaye
92. ↑  Armorial de France, p. 16766.Blasonnement selon image.
93. ↑  « L'Armorial », sur armorialdefrance.fr.
94. ↑  Site de la commune de Saint-Christophe-sur-Guiers.
95. ↑  « Blason… », sur armorialdefrance.fr.
96. ↑  Armorial de Dauphiné, G. de Rivoire de la Bâtie, page 665. Sur le site internet de la commune de Saint-Etienne-de-Saint-Geoirs, une autre version du blason représente le dauphin contourné.
97. ↑  Site internet de la commune de Saint-Georges-d'Espéranche.
98. ↑  « L'Armorial », sur armorialdefrance.fr.
99. ↑  Photo des armoiries de Saint-Ismier File:Saint Ismier Blason.jpg
100. ↑  Image sur le site de la commune de Saint Jean de Bournay.
101. ↑  Saint-Jean-de-Moirans sur le site de la Banque du blason.
102. ↑  Saint-Jean-de-Soudain sur le site de la Banque du blason.
103. ↑  Site de  la commune de Saint-Just-Chaleyssin.
104. ↑  Histoire de Saint-Marcelin, Jean SORREL.
105. ↑  Site de la commune de Saint-Martin-d'Hères
106. ↑  Photo d'un plaque de nom de rue dans la commune de Saint-Martin d'Uriage File:SaintMartinUriage001.jpg
107. ↑  « Blason… », sur armorialdefrance.fr.
108. ↑  Photo des armoiries de Saint-Quentin-sur-Isère. File:Saint-Quentin-sur-Isère Blason.jpg
109. ↑  Site internet de la commune de Saint-Romans.
110. ↑  Saint-Savin sur le site de la Banque du blason.
111. ↑  « Blason… », sur armorialdefrance.fr.
112. ↑  Site de la commune de Salagnon.
113. ↑  Armorial de France, p. 18516.
114. ↑  Site de la banque du blason.
115. ↑  Mairie de Satolas-et-Bonce.
116. ↑  Site de la commune de Serre-Nerpol.
117. ↑  Site internet de la commune de Seyssinet-Pariset
118. ↑  « 34486 Seyssins (Isère) », sur armorialdefrance.fr (consulté le 23 septembre 2020).
119. ↑  Sonnay sur le site de la Banque du blason.
120. ↑  « Blason… », sur armorialdefrance.fr.
121. ↑  Une page web traitant des armoiries de La Tour-du-Pin. Carte postale sur La Tour-du-Pin: images-00.delcampe-static.net/img_large/auction/000/057/441/716_001.jpg. Une autre version du blason de La Tour-du-Pin souvent rencontrée.
122. ↑  Photo d'une plaque de rue à La Tronche. File:LaTronche001.JPG
123. ↑  Site officiel de la mairie de Tullins
124. ↑  « Blason… », sur armorialdefrance.fr.
125. ↑  Site de la commune de Vasselin.
126. ↑  Vaujany sur le site de la Banque du blason.
127. ↑  Site de la commune de Vaulnaveys-le-Bas
128. ↑  « 38530 Vaulx-Milieu (Isère) », sur armorialdefrance.fr (consulté le 15 février 2020).
129. ↑  https://armorialdefrance.fr/page_blason.php?ville=20652
130. ↑  Site de la commune de La Verpillière
131. ↑  Site  de la commune de Vézeronce-Curtin.
132. ↑  Photos du blason de Vif. File:Vif blason.jpg
133. ↑  Photo d'une plaque de nom de rue dans la commune de Villard-Bonnot. File:VillardBonnot001.jpg
134. ↑  Site internet de la commune de Villard de Lans.
135. ↑  « 38552 Villard-Saint-Christophe (Isère) », sur armorialdefrance.fr (consulté le 2 mars 2022).
136. ↑  Ville-sous-Anjou sur le site de la Banque du blason.
137. ↑  « Accueil », sur mairie-villettedanthon.fr.
138. ↑  « Site de la commune de Villette-de-Vienne »(Archive.org • Wikiwix • Archive.is • Google • Que faire ?).
139. ↑  Photo du blason de Vinay.
140. ↑  Louis Fournier, Virieu en Dauphiné, des hommes et des histoires, pages 17 et 19.
141. ↑  Marie-Louise Eydmond-Brochier, Viriville, entre Bièvre et Chambaran, page de couverture.
142. ↑  Photo des armoiries de Vizille. File:Vizille Blason.jpg
143. ↑  Photo des armoiries de Voiron. File:Voiron001.jpg
144. ↑  Photographie d'une plaque de nom de rue.File:Vourey001.jpg